# Керчь

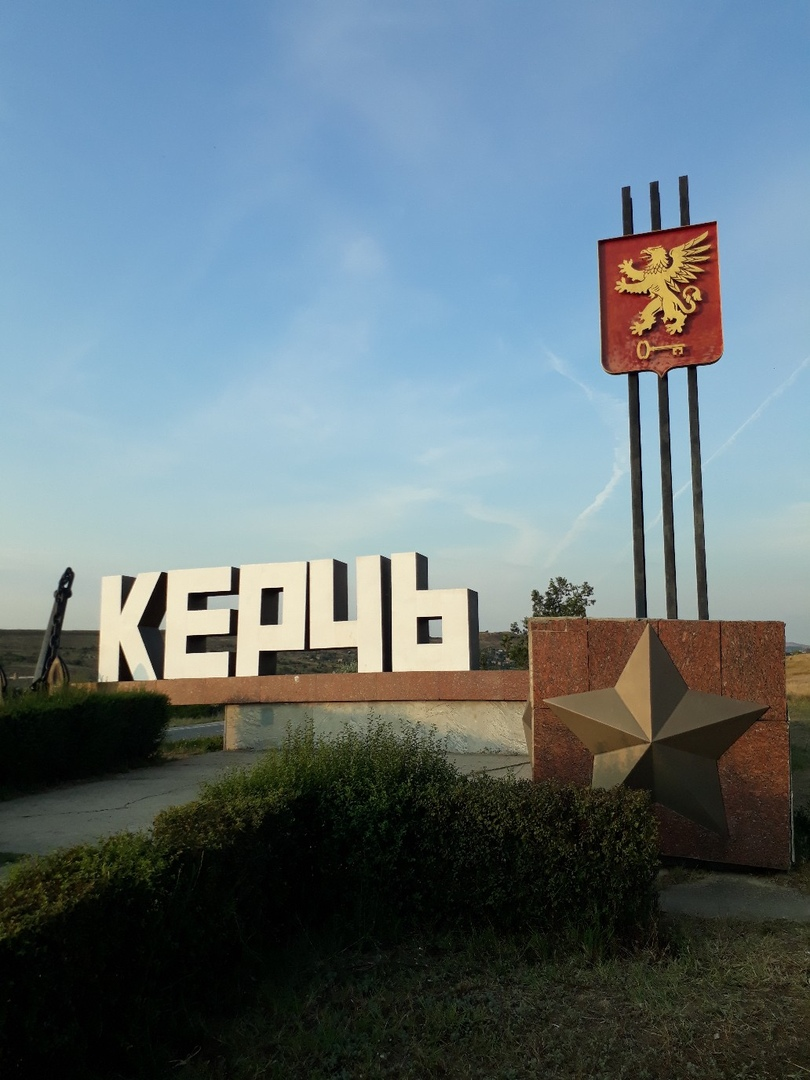
Въезд в Керчь по трассе М17

Керчь (укр. Керч, крымскотат. Keriç, Керич) — город в восточной части Крыма, расположенный на берегу Керченского пролива. Город-герой. Более ранние названия: итал. Bosphoro Cimmerio, Vospro, Cerchio, Cherz, др.-рус. Кърчевъ, др.-греч. Παντικάπαιον. Образует городской округ Керчь как единственный населённый пункт в его составе.

## Этимология
Макс Фасмер считал, что наиболее вероятным происхождение названия города от слова ко́рчить (корчевать). Олег Трубачёв настаивал на происхождении названия от слова къркъ (горло), указывающего на положение города при проливе. При этом Трубачёв особо отметил, что современное название Керчь не происходит напрямую от древнерусского Кърчевъ, а является передачей через тюркский язык с характерной гармонией гласных при склонении (Керчь → Керчи).

## История

### Доисторический период
Нынешняя территория города Керчи была заселена ещё в доисторические времена. Первые находки среднего палеолита выявил археолог Н. Д. Праслов в 1966 году у основания мыса Камыш-Бурун, на котором расположено античное городище Нимфей, и вблизи Тобечикского озера. Краевед Б. И. Бабич в 2000 г. нашёл в урочище Кезы отщеп леваллуазского облика. А. И. Мельник в 2009 году выявил пункт Камыш-Бурун с находками мустьерского периода. На Эспланадной улице в Керчи найдены зубы мамонта. Возраст находок 100—40 тысяч лет. Эти находки в совокупности — материальное свидетельство обитания неандертальцев на Керченском полуострове.
Более многочисленны стоянки, местонахождения и пункты мезолита (8000—5000 лет до н. э.) и неолита (5000—4000 лет до н. э.) на Керченском полуострове. Их открыли А. Д. Архангельский, С. И. Забнин, П. Н. Заболоцкий, А. А. Щепинский, Ю. Г. Колосов, Л. Г. Мацкевой, С. А. Шестаков. В настоящее время в Восточном Крыму выявлено 60 памятников этого времени. Жители занимались охотой и рыболовством. На территории Керчи находится пункты Митридат I, Мыс Карантинный, Керчав-Илгасы, Александровка, Героевское I, Эльтиген I, Эльтиген II.
От эпохи бронзы (III—I тысячелетия до н. э.) на Керченском полуострове остались курганы с погребениями ямной, кеми-обинской, катакомбной и срубной археологических культур и поселения скотоводов и земледельцев. Эти памятники открыли и исследовали В. В. Веселов, И. Т. Кругликова, Лесков А. М., В. Г. Збенович, В. Д. Рыбалова, С. С. Бессонова, А. Е. Кислый. На землях города Керчи находятся поселения каменской культуры: эпонимное поселение Каменка, Глейки, Маяк I, Маяк II.
Ранний железный век представлен кизил-кобинской культурой (Х—V вв. до н. э.), население которой и встретило греческую колонизацию Северного Причерноморья. Курган этой культуры исследовала С. С. Бессонова, керамика встречается на многих античных городищах.

### Античный период

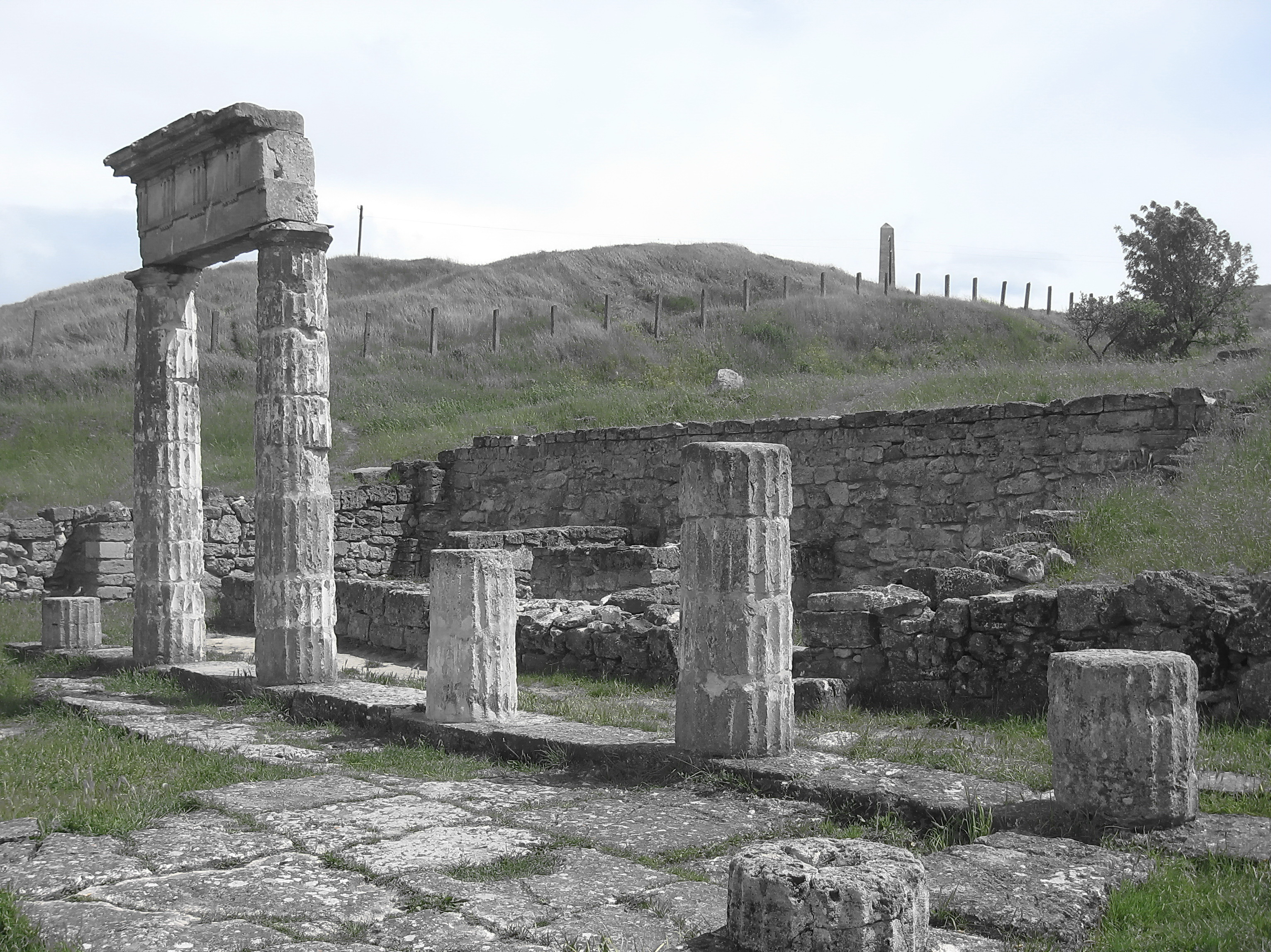
Пантикапей

В конце VII века до н. э. (в 610—590 годах до нашей эры) на месте современной Керчи греческими колонистами из Милета был основан город Пантикапей. Акрополь располагался на горе, которая в настоящее время называется Митридат. Кроме того на территории современной Керчи находятся городища: Мирмекий, Гераклий, Парфений, Порфмий, Гермисий, Тиритака, Нимфей и ряд других поселений, античные названия которых не сохранились в источниках. Постепенно города по обе стороны пролива утратили независимость и в 480 г. до н. э. Пантикапей стал столицей Боспорского государства монархического типа, которым правила династия Археанактидов. В 437 г. до н. э. к власти пришла династия Спартокидов. Благодаря своему географическому положению город долгое время находился на пересечении торговых путей между Европой, Средней Азией, Китаем и Средиземноморьем. Основными продуктами экспорта Пантикапея являлись пшеница, солёная рыба, рыбный соус. Широкое распространение получило виноделие. Пантикапей вёл активную торговлю с Грецией и странами Причерноморья, был политическим, ремесленным и культурным центром, чеканил собственную золотую, серебряную и медную монеты. После властвования на Боспоре Митридата VI Евпатора (132—63 гг. до н. э.) власть оказалась в руках царей из династии Тибериев Юлиев.
Пантикапей окончательно утратил свой статус как столица государства в 370-е годы во времена гуннского нашествия. Город получил значительные разрушения, но через некоторое время начал восстанавливаться и сохранил своё значение до конца V века.

### Средние века

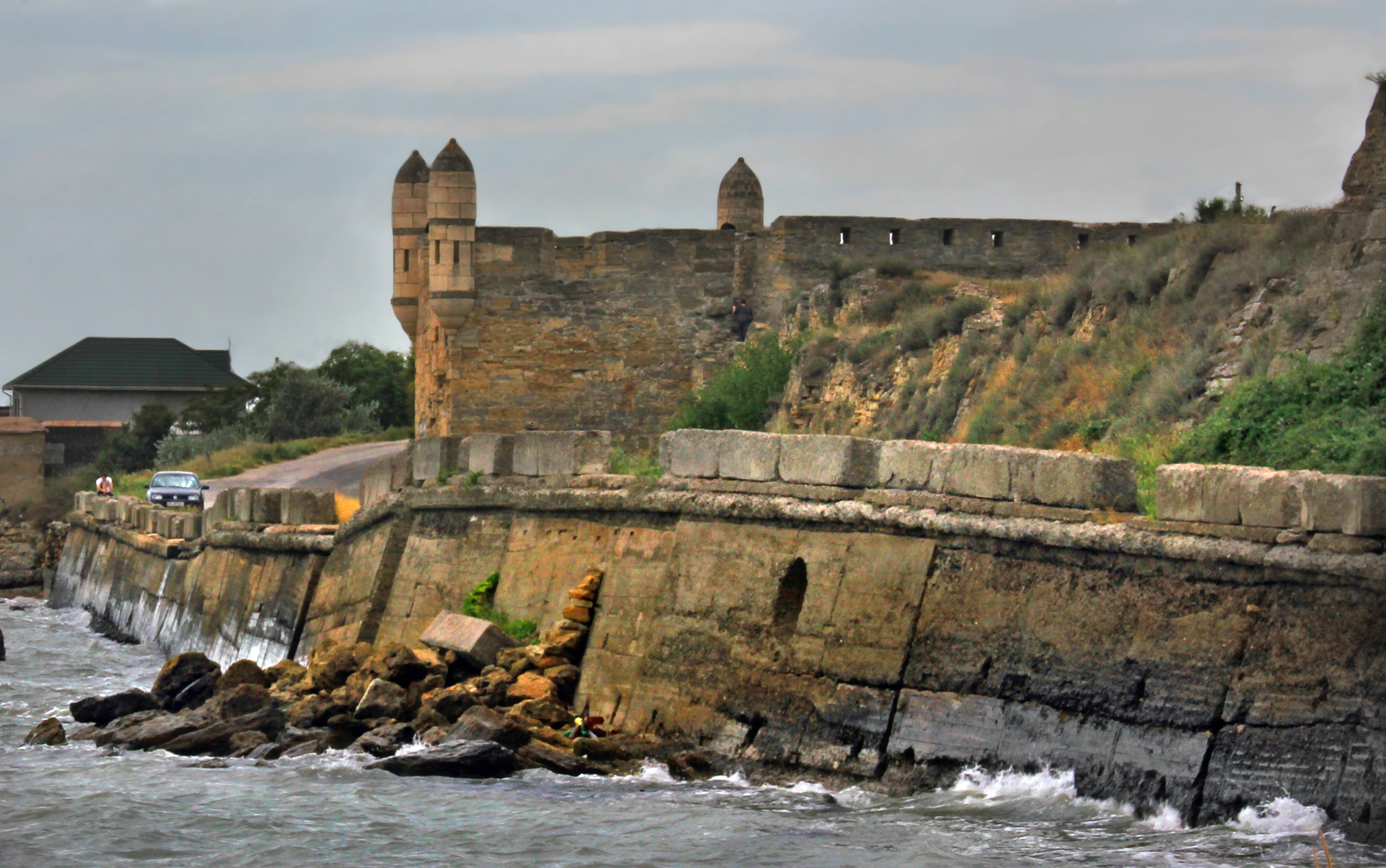
Руины турецкой крепости Ени-Кале в Керчи

В VI веке город находился под властью Восточной Римской (Византийской) Империи. По решению императора Юстиниана I сюда был направлен гарнизон и началось строительство крепости, получившей название Боспор. В том же веке в итоге военного столкновения (576) армий Тюркского Каганата и Византии почти весь Крым отошёл тюркам. В VIII веке город попал в сферу влияния Хазарского каганата и носил название Карша или Чарша, что в переводе с тюркского означает «другая сторона», «противоположный берег».

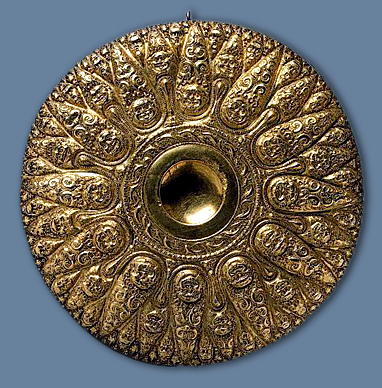
Золото Тмутаракани

В конце X—XI веках восточная часть Керченского полуострова вместе с Керчью (древнерусское название Корчев), предположительно, входила в состав русского Тмутараканского княжества. Город играл значительную роль в торговых отношениях Руси с Византией, Кавказом и средиземноморскими странами. С конца XI — начала XII века город вновь перешёл под контроль Византии.
В 1239 году степной Крым как и Керчь был завоеван монголами и включен в состав Золотой Орды.
В 1318 году город под именем Черкио вошёл в состав Генуэзских колоний в Северном Причерноморье, центром которых была Феодосия (Кафа). Генуэзцы также называли город «Воспро» или «Восперо». Согласно исследованиям Е. С. Зевакина и Н. А. Пенчко, в генуэзский период в Восперо правили черкесские князья.
В 1441 году на полуострове образовалось независимое Крымское ханство.
После захвата генуэзских колоний турками (1475) город перешёл к Османской империи. При османах Керчь пришла в упадок, подвергаясь набегам запорожских казаков. В 1701 году турки начали строительство крепости Ени-Кале на берегу Керченского пролива.

### В составе Российской империи

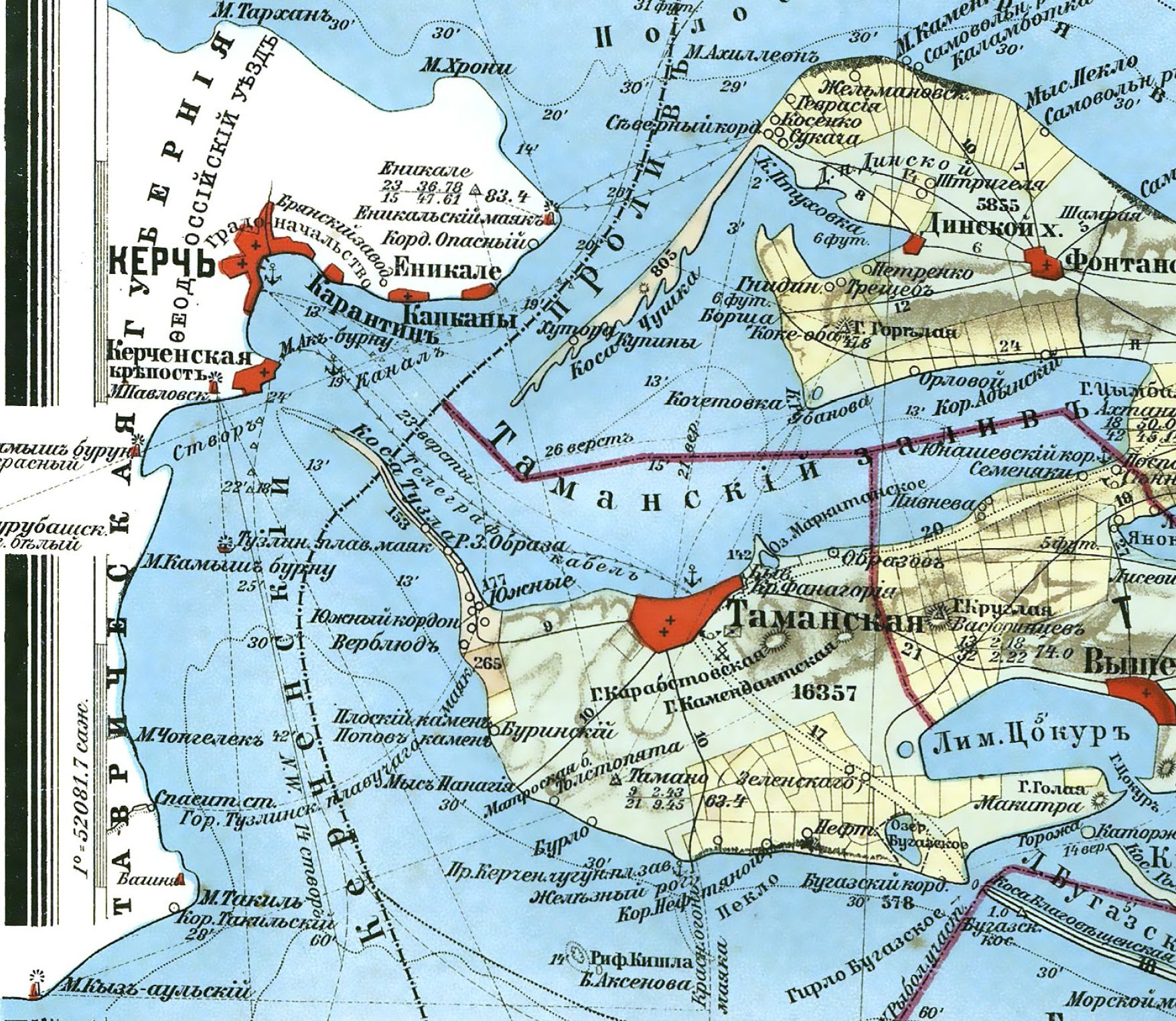
Керчь на карте 1902 года

По итогам Русско-турецкой войны 1768—1774 годов согласно Кючук-Кайнарджийскому договору 1774 года, Керчь и крепость Ени-Кале с большой прилегающей территорией были переданы Российской империи. В 1775 году Керчь была включена в состав Азовской провинции Азовской губернии, а в 1784 году — в состав Таврической области.
Весной 1818 года Керчь посетил император Александр I, и в 1821 году по его указу было учреждено градоначальство, порт, карантин. С 13 (25) мая 1855 года по 10 (22) июня 1856 года во время Крымской войны город был оккупирован и разграблен англо-франко-турецкими войсками.
С середины XIX века под Керчью велась активная добыча ракушечника и известняка для строительных нужд. В результате многолетней добычи камня образовались керченские каменоломни с многокилометровыми подземными штольнями и переходами.
Большое значение для развития города имело открытие под Керчью залежей железной руды. К началу XX века Керчь становится современным промышленно развитым городом. Начинает работу металлургический завод, табачная фабрика, телеграф. Строится железнодорожная ветка, связавшая Керчь с Москвой и Санкт-Петербургом. В 1913 году в Керчи начал действовать морской порт. Население достигло 32 500 человек.

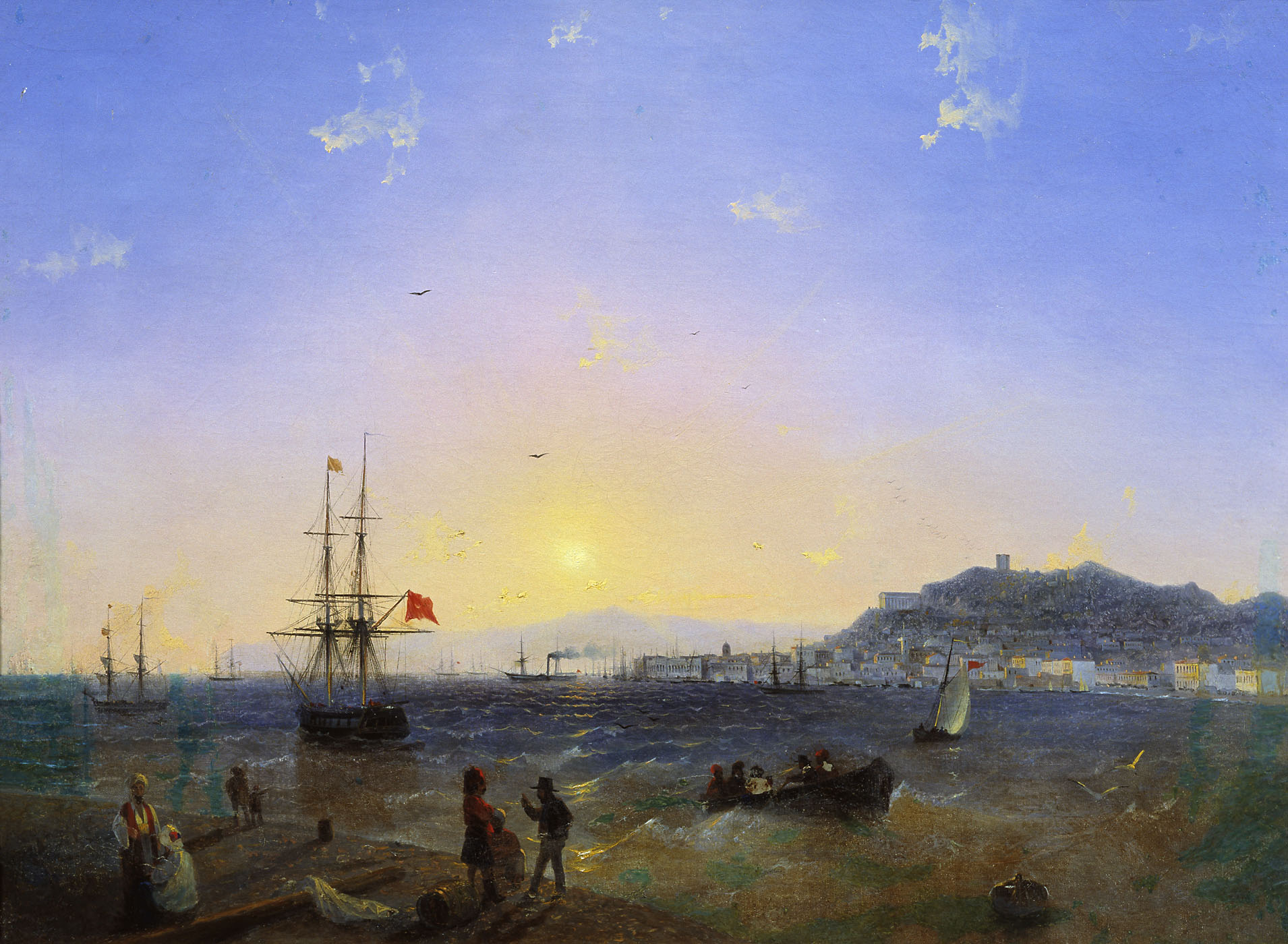
И. К. Айвазовский, вид Керчи, 1845
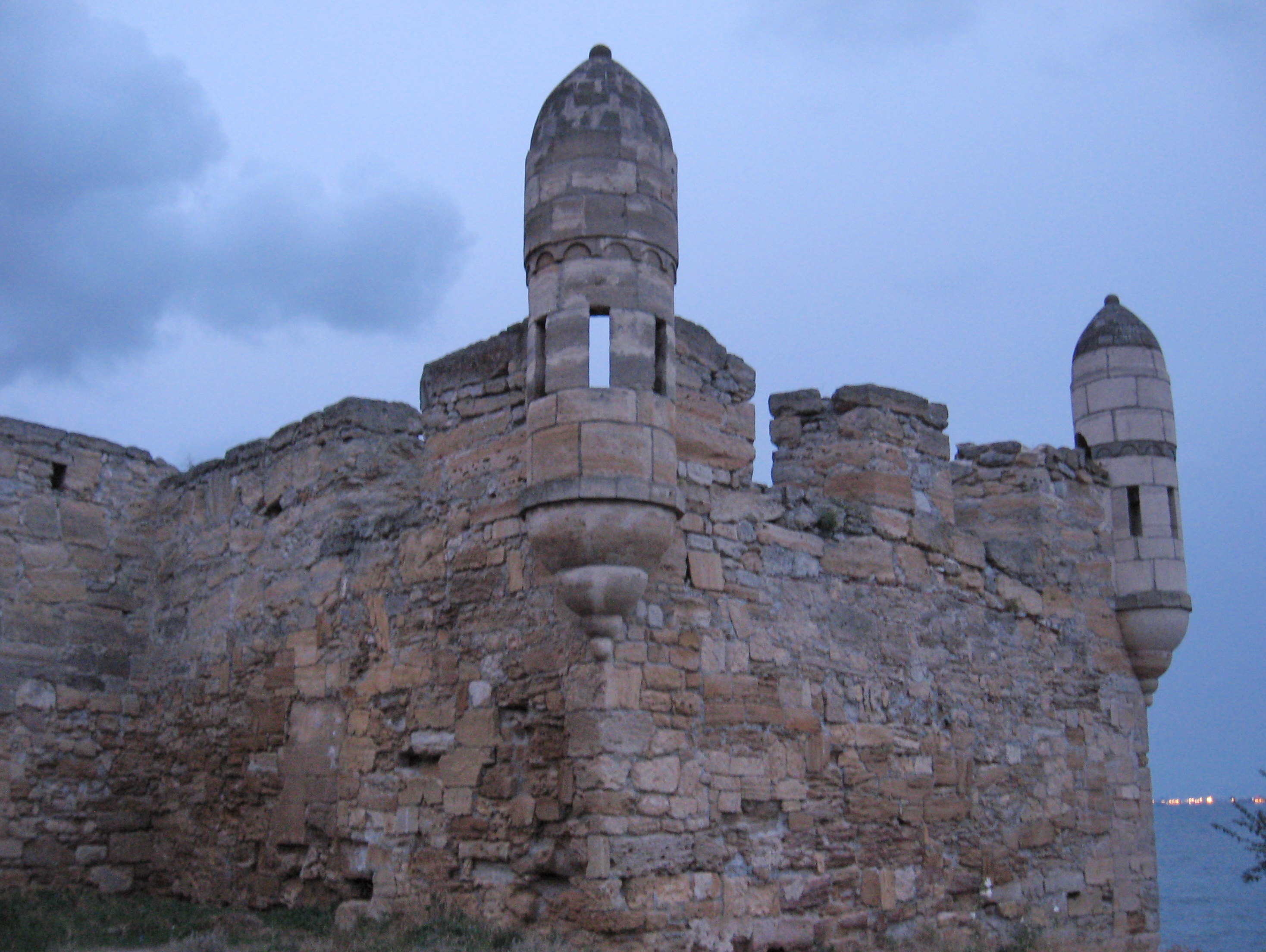
Крепость Еникале
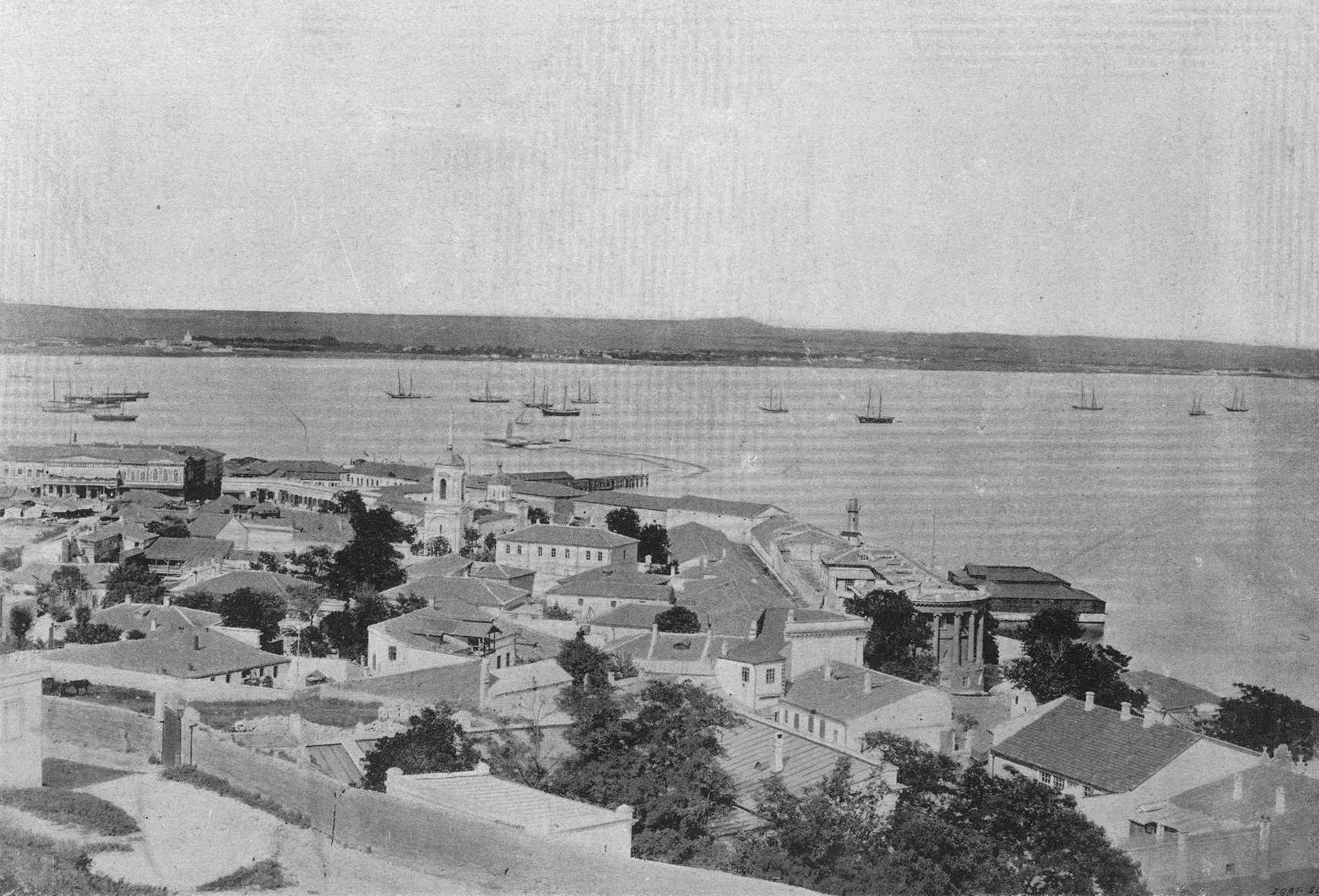
Керчь, 1902 год
Мемориал на входе в Аджимушкайские каменоломни

### В период Советского Союза
После упадка, вызванного Первой мировой и Гражданской войнами, город возобновил свой рост. В 1936 году были сданы в эксплуатацию рудник и обогатительная фабрика. В 1939 году закончилось строительство железорудного комбината и почти одновременно тепловой электростанции и порта. К 1939 году население города превысило 100 тыс. человек.
В 1940 году в Керчи насчитывалось 169 предприятий (из них 69 крупных), на которых работало 42 тысячи человек. Основу промышленности составляли: металлургия, судостроение, судоремонт, рыболовство, переработка рыбы, стекольное производство, железорудное производство.
Предприятия «Керчьрыбпром» и «Югрыбпромразведка» имели большой океанический рыболовный флот. В 1980 году только объединение «Керчьрыбпром» добывало 380 тысяч тонн рыбы, имея в составе до 48 крупнотоннажных рыболовных и рыбоперерабатывающих судов.
Высокими темпами развивалось в городе жилищное и капитальное строительство. Вступили в строй два завода железобетонных изделий. Работали макаронная, кондитерская и швейные фабрики. Строились новые школы и детские сады. Открывались поликлиники и кинотеатры.

#### Великая Отечественная война
В годы Великой Отечественной войны (1941—1945) Керчь стала ареной жестоких сражений между советскими и немецкими войсками. Линия фронта четырежды проходила через Керчь. В результате кровопролитных боёв город был практически полностью разрушен (разрушено более 85 % зданий). За время оккупации были убиты 15 тысяч мирных жителей. Из них 7 тысяч расстреляны в Багеровском рве. Более 14 тысяч угнаны в Германию. Общее количество уничтоженных и угнанных в рабство в Германию жителей города и советских военнопленных в Керчи составляет 43 429 человек. Золотыми буквами вписаны в историю города Керченско-Эльтигенская десантная операция и подвиг защитников Аджимушкайских каменоломен. Всего в боях за Керчь 146 воинов удостоены звания Героя Советского Союза.
11 апреля 1944 года советские войска освободили город.
В честь освобождения города на вершине горы Митридат воздвигнуты Обелиск Славы и Вечный огонь.
14 сентября 1973 года Керчи было присвоено звание город-герой с вручением высших наград СССР — ордена Ленина и медали Золотая звезда.
В честь города-героя была названа малая планета (2216) Керчь, открытая 12 июня 1971 года астрономом Крымской астрофизической обсерватории Т. М. Смирновой.

#### Послевоенные годы
К началу 1980-х годов в городе работало 88 библиотек, 7 кинотеатров, 4 стадиона, 45 спортивных залов, плавательный бассейн.

Парус, памятник Героям Эльтигенского десанта

8 мая 1985 года героям Эльтигенского десанта был открыт памятник «Парус». Памятник создали Л. В. Тазьба (автор идеи, скульптор, архитектор), С. Я. Ковнер (скульптор), Б. М. Зархи (инженер-конструктор), Л. А. Рюккерт (инженер), А. А. Шахов (автор, архитектор стены героев с именами Героев Советского Союза и наименованиями воинских частей).

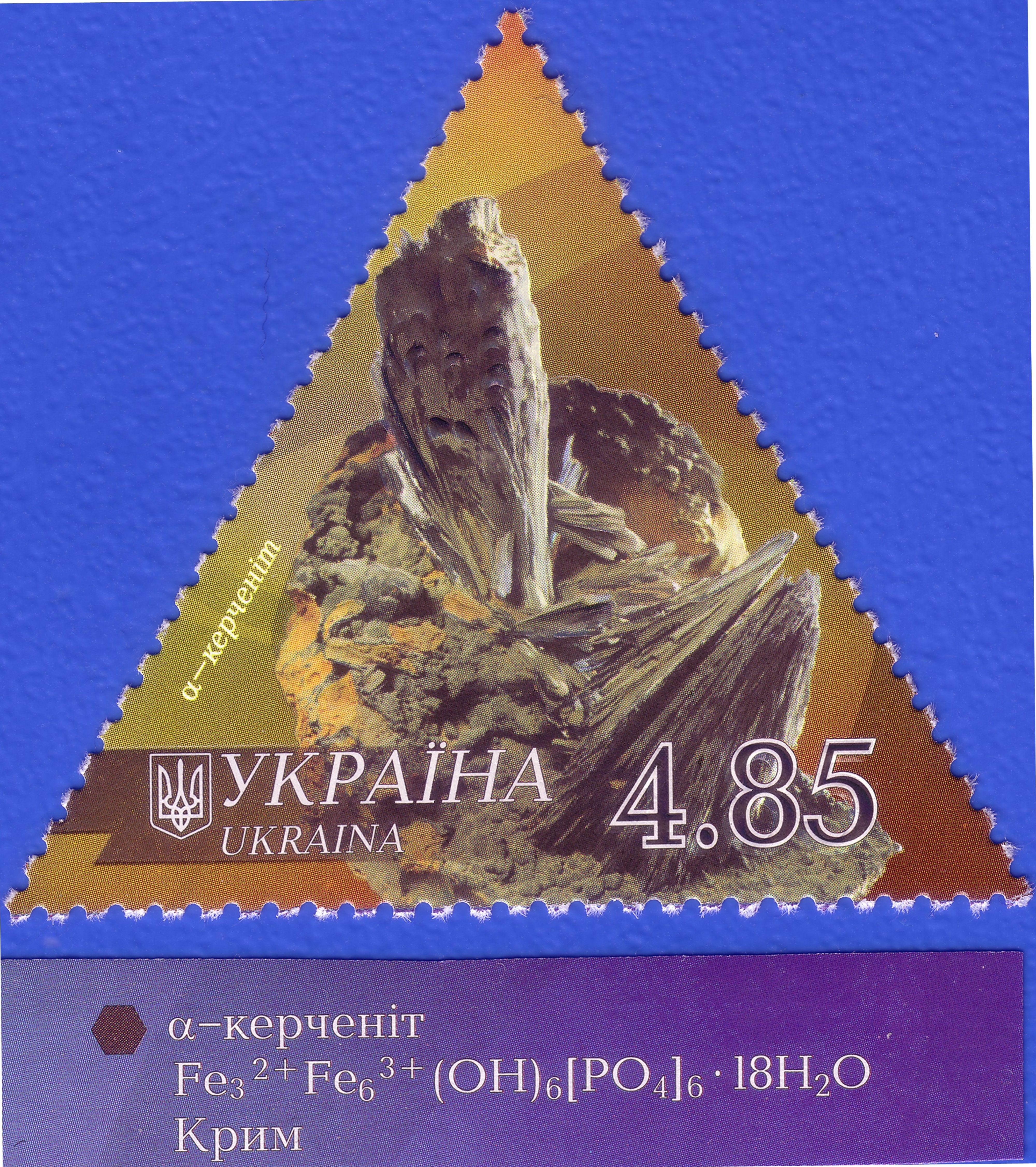
Фосфат альфа-керченит, марка Украины 2009

### После распада СССР
После распада СССР город включён в состав Автономной республики Крым Украины.
В 2014 году был аннексирован Россией.
16 мая 2018 года для легковых автомобилей и 1 октября 2018 года для грузовых автомобилей был открыт Крымский мост, связавший город и полуостров с Краснодарским краем.
17 октября 2018 года, на территории Керченского Политехнического колледжа произошло массовое убийство. Погибли 21 человек, пострадало 67. Данный случай стал крупнейшим массовым убийством в учебных заведениях в Европе в XXI веке.

## Население
| 1939     | 1945     | 1959     | 1970     | 1979     | 1987     | 1989     | 2001     | 2003     |
| -------- | -------- | -------- | -------- | -------- | -------- | -------- | -------- | -------- |
| 104 443  | ↘41 000  | ↗98 769  | ↗127 804 | ↗156 827 | ↗173 000 | ↗174 365 | ↘157 007 | ↘155 294 |
| 2004     | 2005     | 2006     | 2007     | 2008     | 2009     | 2010     | 2011     | 2012     |
| ↘153 916 | ↘152 564 | ↘151 327 | ↘150 088 | ↘149 021 | ↘148 120 | ↘147 269 | ↘146 516 | ↘145 845 |
| 2013     | 2014     | 2015     | 2016     | 2017     | 2018     | 2019     | 2020     | 2021     |
| ↘145 265 | ↗147 033 | ↗147 668 | ↗148 932 | ↗149 566 | ↗150 573 | ↗151 025 | ↗151 548 | ↗154 621 |
| 2024     | 2025     |          |          |          |          |          |          |          |
| ↘152 328 | ↘151 103 |          |          |          |          |          |          |          |

На 1 января 2025 года по численности населения город находился на 118-м месте из 1124 городов Российской Федерации.
В советский период население Керчи быстро увеличивалось как за счёт естественного, так и за счёт миграционного прироста. В составе Украины город активно терял население по обоим компонентам. После присоединения Крыма к Российской Федерации зафиксирована тенденция миграционного роста населения. Другой особенностью Керчи было то, что доля этнических русских в городе была максимальной из всех городов Украины.
Плотность населения составляет 1399.1 чел./км².
По итогам переписи населения в Крымском федеральном округе по состоянию на 14 октября 2014 года численность постоянного населения города и городского округа составила 147 033 человека.

### Национальный состав
По данным переписей населения 2001 и 2014 годов:
| национальность  | 2001, всего, чел. | % от все- го | 2014 всего, чел. | % от все- го | % от указав- ших |
| --------------- | ----------------- | ------------ | ---------------- | ------------ | ---------------- |
| указали         |                   |              | 142640           | 97,01 %      | 100,00 %         |
| русские         | 124430            | 78,67 %      | 124580           | 84,73 %      | 87,34 %          |
| украинцы        | 24298             | 15,36 %      | 12132            | 8,25 %       | 8,51 %           |
| крымские татары | 1635              | 1,03 %       | 1374             | 0,93 %       | 0,96 %           |
| татары          | 383               | 0,24 %       | 1097             | 0,75 %       | 0,77 %           |
| белорусы        | 1795              | 1,13 %       | 996              | 0,68 %       | 0,70 %           |
| армяне          | 518               | 0,33 %       | 542              | 0,37 %       | 0,38 %           |
| молдаване       | 280               | 0,18 %       | 176              | 0,12 %       | 0,12 %           |
| азербайджанцы   | 228               | 0,14 %       | 175              | 0,12 %       | 0,12 %           |
| евреи           | 322               | 0,20 %       | 165              | 0,11 %       | 0,12 %           |
| болгары         | 192               | 0,12 %       | 133              | 0,09 %       | 0,09 %           |
| поляки          | 164               | 0,10 %       | 107              | 0,07 %       | 0,08 %           |
| немцы           | 115               | 0,07 %       | 98               | 0,07 %       | 0,07 %           |
| греки           |                   |              | 79               | 0,05 %       | 0,06 %           |
| итальянцы       |                   |              | 77               | 0,05 %       | 0,05 %           |
| узбеки          |                   |              | 68               | 0,05 %       | 0,05 %           |
| чуваши          |                   |              | 58               | 0,04 %       | 0,04 %           |
| крымчаки        |                   |              | 27               | 0,02 %       | 0,02 %           |
| другие          | 3805              | 2,41 %       | 833              | 0,57 %       | 0,58 %           |
| не указали      |                   |              | 4393             | 2,99 %       |                  |
| всего           | 158165            | 100,00 %     | 147033           | 100,00 %     |                  |

### Языковой состав
Родной язык населения по данным переписи 1897 года:
| Язык                           | Численность, чел. | Доля     |
| ------------------------------ | ----------------- | -------- |
| Русский («великорусский»)      | 19 274            | 57,80 %  |
| Идиш («еврейский»)             | 4 288             | 12,86 %  |
| Украинский («малорусский»)     | 2 664             | 7,99 %   |
| Крымскотатарский («татарский») | 2 234             | 6,70 %   |
| Греческий                      | 1 765             | 5,29 %   |
| Польский                       | 858               | 2,57 %   |
| Итальянский                    | 809               | 2,42 %   |
| Армянский                      | 679               | 2,04 %   |
| Другие                         | 776               | 2,33 %   |
| Итого                          | 33 347            | 100,00 % |

Родной язык населения по данным переписи 2001 года:
| Язык             | Численность, чел. | Доля     |
| ---------------- | ----------------- | -------- |
| Украинский       | 8 334             | 5,27 %   |
| Русский          | 144 464           | 91,34 %  |
| Крымскотатарский | 1 279             | 0,81 %   |
| Другое           | 4 088             | 2,58 %   |
| Итого            | 158 165           | 100,00 % |

Официальными языками города являются украинский, крымскотатарский и русский.

## Археология

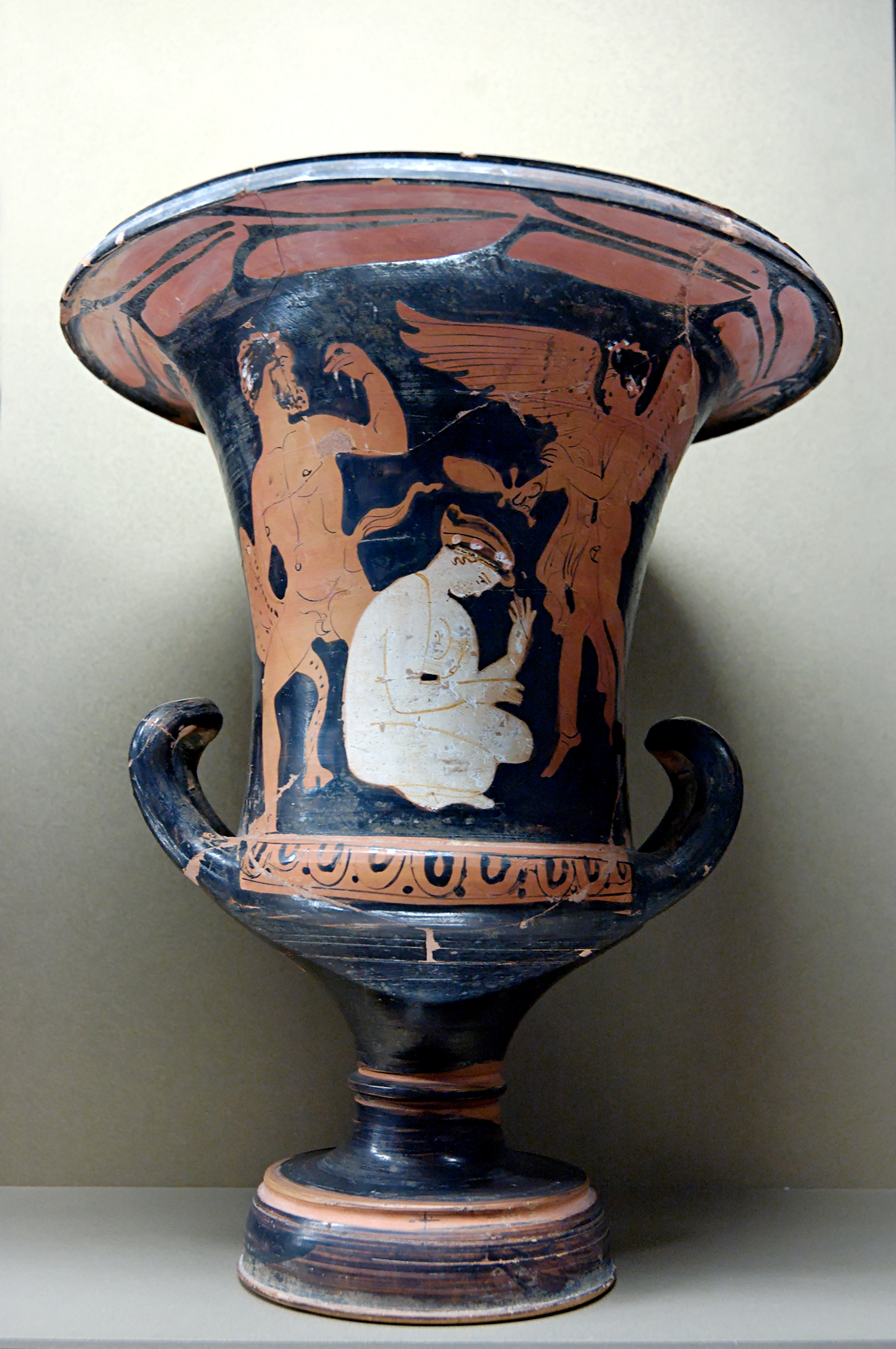
Килик-кратер в стиле Керченская ваза 375—350 гг. до н. э., Лувр, Париж

Планомерные раскопки в Керчи начались с 30-х годов XIX века. В 1830 году были проведены раскопки знаменитого кургана Куль-Оба (Холм праха), в котором было найдено большое количество скифских золотых украшений. Раскопки велись под руководством Поля Дюбрюкса. Его личная коллекция стала основой открытого в 1826 году Керченского музея древностей (Керченский историко-археологический музей). В фондах музея хранится более 130 тыс. музейных предметов. Коллекция музея каждый год продолжает пополняться за счёт новых находок. Раскопки на античных городищах Керчи вели учёные из России, Украины и Польши.
В черте города находятся несколько курганов — погребальных сооружений под высокой искусственной насыпью. Сокровища и исторические находки из Керчи украшают коллекции крупнейших музеев мира, таких как: Эрмитаж, Лувр, Британский музей, Берлинский музей, Московский государственный музей изобразительных искусств им. А. С. Пушкина. Керчь включена в международную программу ЮНЕСКО «Шёлковый путь»

## География

### Расположение и рельеф

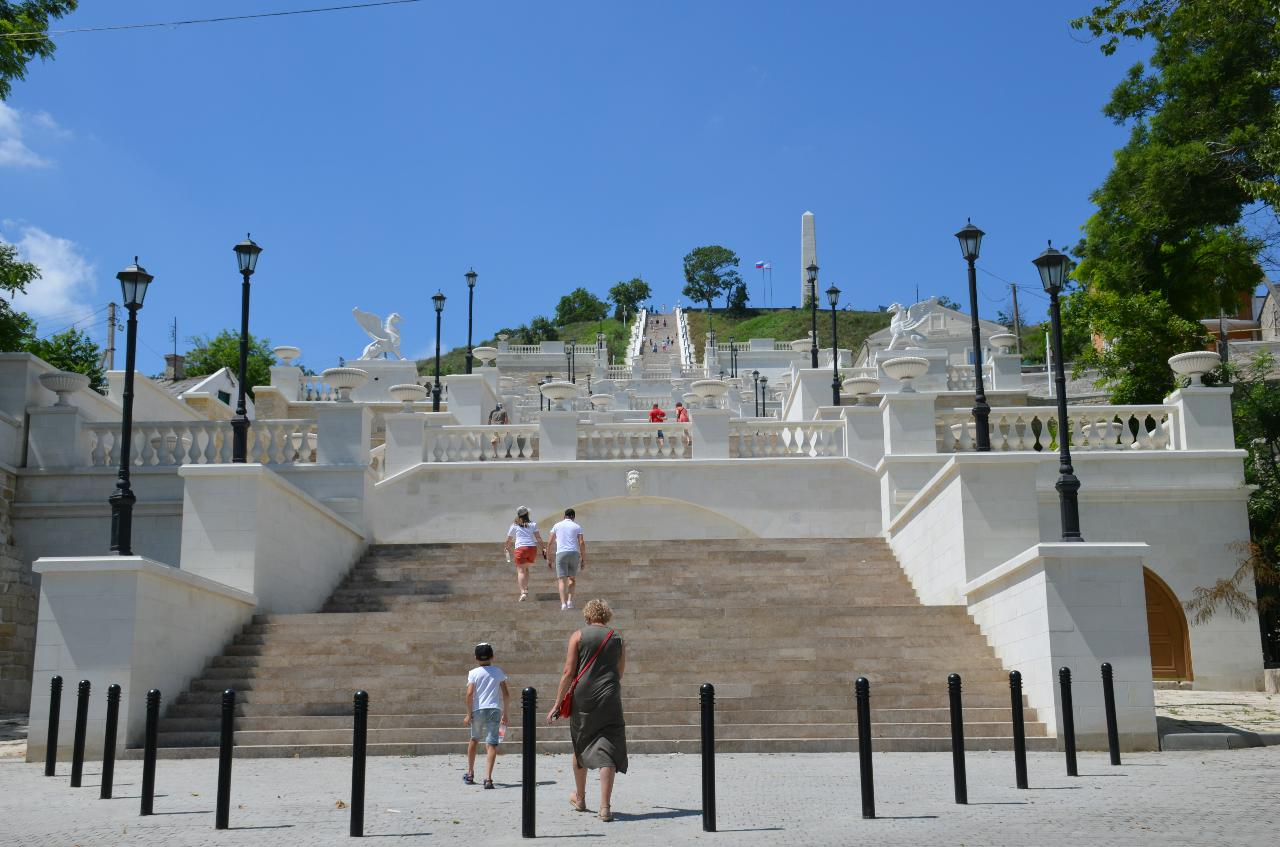
Большая Митридатская лестница

Город Керчь расположен на восточном побережье Керченского полуострова. В центре города возвышается гора Митридат. Рельеф местности крупно- и мелкохолмистый, территорию рассекает множество балок и оврагов. Холмы имеют высоты от 40 до 100 м (гора Митридат 91,4 м). На территории города находится самая восточная точка Крыма мыс Фонарь.
Город вытянут вдоль побережья Керченского пролива на 42 км. Общая территория города составляет 108 км². По территории Керчи протекают малые реки Мелек-Чесме (Приморская), Керчав-Илгасы, Булганак, Джарджава, Московская, Баксу. В окрестностях Керчи встречаются грязевые вулканы и солёные озёра.

### Часовой пояс
В городе действует московское поясное время, что соответствует UTC+3.

### Климат
Климат Керчи по классификации Кёппена субтропический средиземноморский, с мягкой зимой (но часто с ветрами) и тёплым (часто знойным) летом.

### Растительность

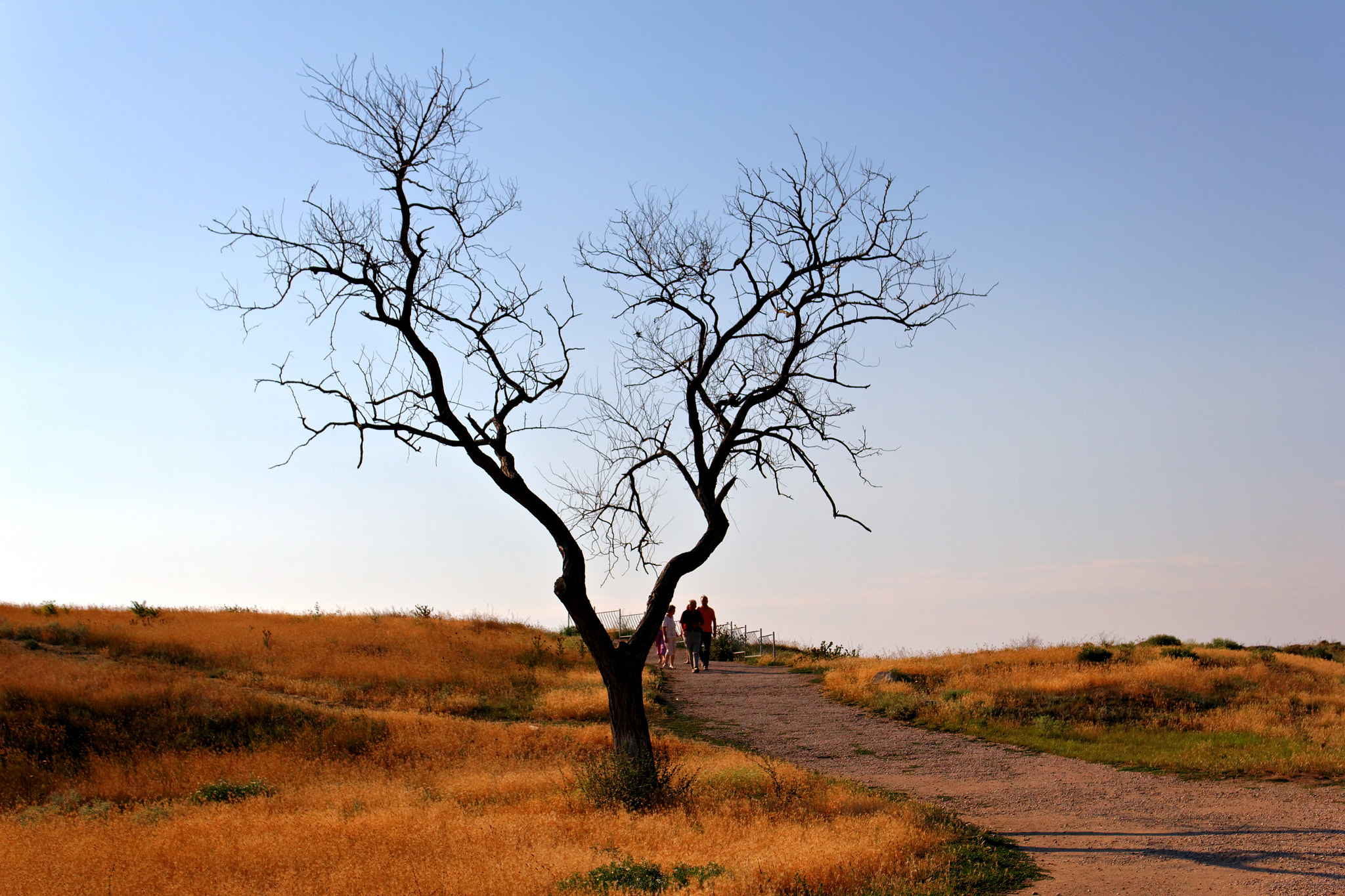
Дерево в степи

На территории Керчи преобладает степной тип растительности. В его составе господствуют типичные, петрофитные и полупустынные степи. Реже встречается луговой тип растительности. Из деревьев широко представлены интродуценты: платан, тополь, акация, софора крымская, маклюра, туя, лох серебристый, пихта, грецкий орех, миндаль, а также большое количество фруктовых пород. На дачных участках выращивают такие теплолюбивые растения как гранат, инжир, айва, хурма, грушу, виноград.
В степи под Керчью встречаются такие травы: ковыль перистый, ковыль-волосатик, типчак, житняки, корневищные злаки и осоки. Подчинённую роль играют шалфей, клевер, горицвет и др. На более сухих территориях распространены полукустарники полынь крымская, прутняк, некоторые виды чабреца. Большое распространение имеют дикорастущие кустарники шиповника, тёрна и боярышника.
В городе расположено 16 парков и скверов, что составляет (совместно с внутриквартальным озеленением) 236 га. Площадь зелёных насаждений составляет около 28 % от общей площади города. Большая часть зелёных насаждений города — искусственные, высажены в советский период после Великой Отечественной войны.

### Животный мир

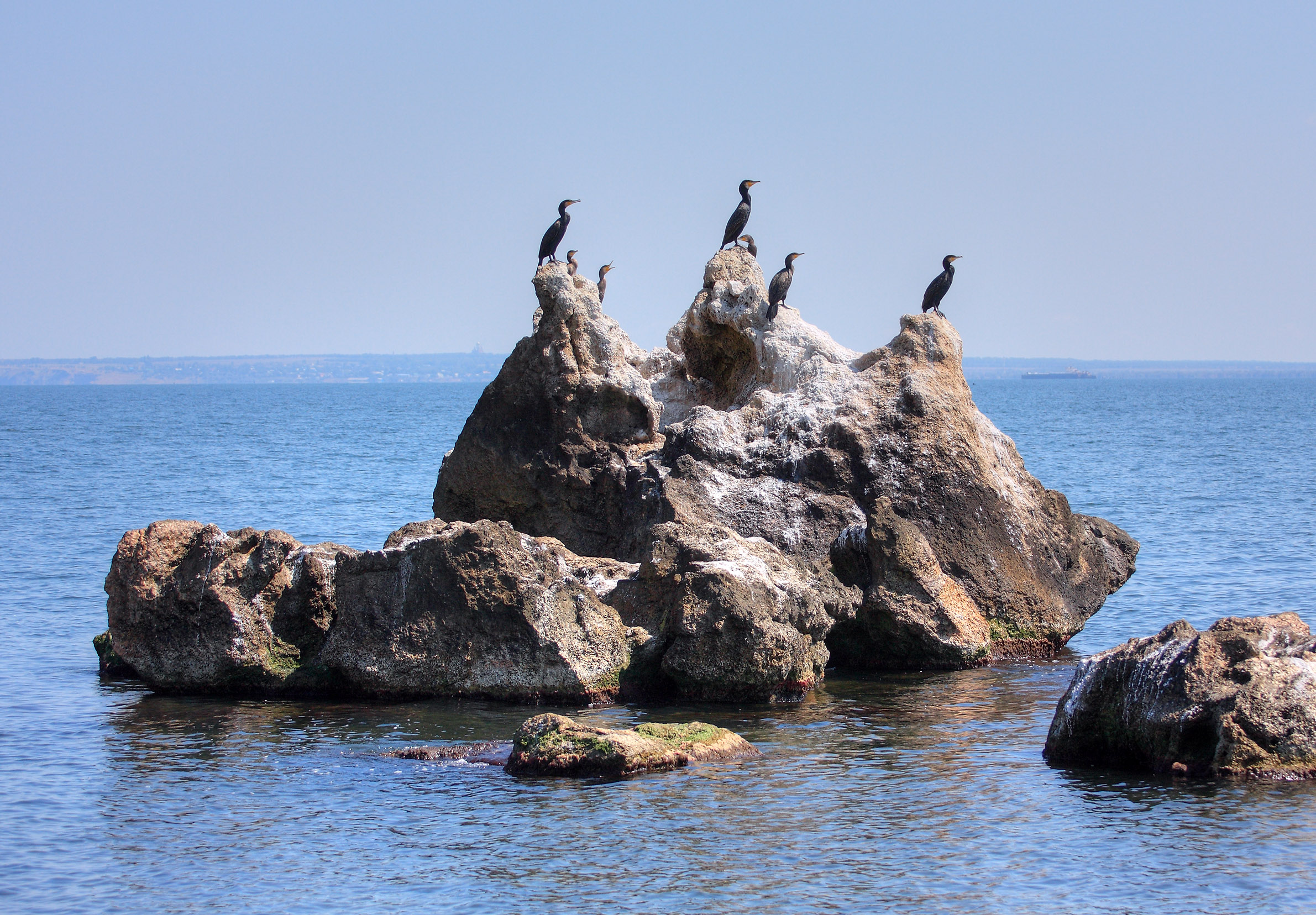
Бакланы на камнях, Керчь, 2009

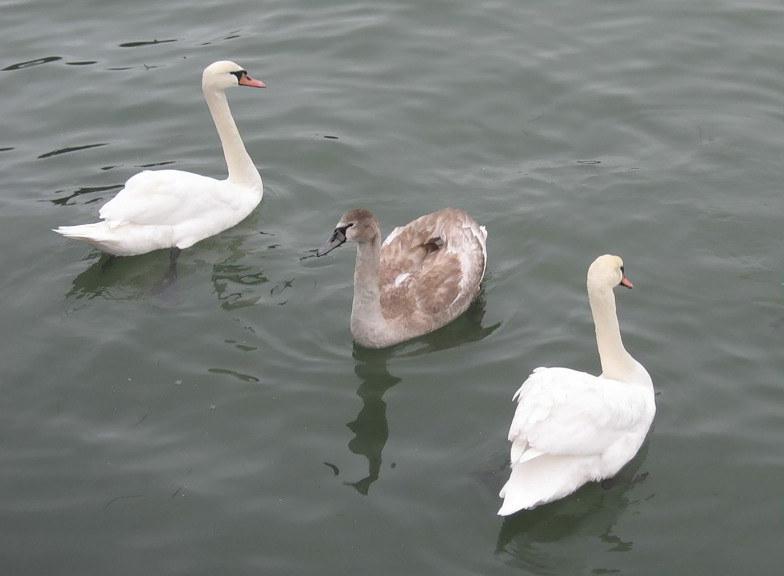
Лебеди на зимовке, Керчь, 2012

В окрестностях Керчи животный мир довольно-таки беден, млекопитающие представлены, в основном, грызунами (суслик малый, полёвка обыкновенная, хомяк обыкновенный, хомяк серый, мышовка степная). Из пресмыкающихся обычны крымская ящерица, обыкновенный уж, степная гадюка. Изредка встречается желтопузик — змеевидная безногая ящерица. В парках города встречаются ежи, совы и белки.
Довольно богат мир птиц, особенно водоплавающих. На окраинах города вдоль берега гнездятся чайки. Зимой на городской набережной собирается множество людей полюбоваться на лебедей (лебедь-шипун, лебедь-кликун), которые прилетают на линьку и зимовку. Из хищных птиц присутствуют степной орёл и пустельга. В степях часто встречаются жаворонки — большой степной, маленький, полевой. В Керчи и её округе, встреча фазана не редкость. Множество зарослей кустарников, редко посещаемые людьми степные просторы, достаточные источники пропитания — все это благоприятствует распространению фазанов.
В степи вокруг Керчи встречаются некоторые опасные для человека членистоногие: каракурт, сколопендра.
В прибрежных водах водятся пиленгас, кефаль, сардина, несколько видов бычковых, сарган. В немногочисленных озёрах и реках в основном карась, колюшки. Присутствует черноморская креветка, называемая керчанами «рачки», размером не более трёх сантиметров.
Моллюски представлены в основном мидией и рапаной. Причём за последние 10 лет мидия была почти полностью уничтожена рапаной.

### Почвы и полезные ископаемые

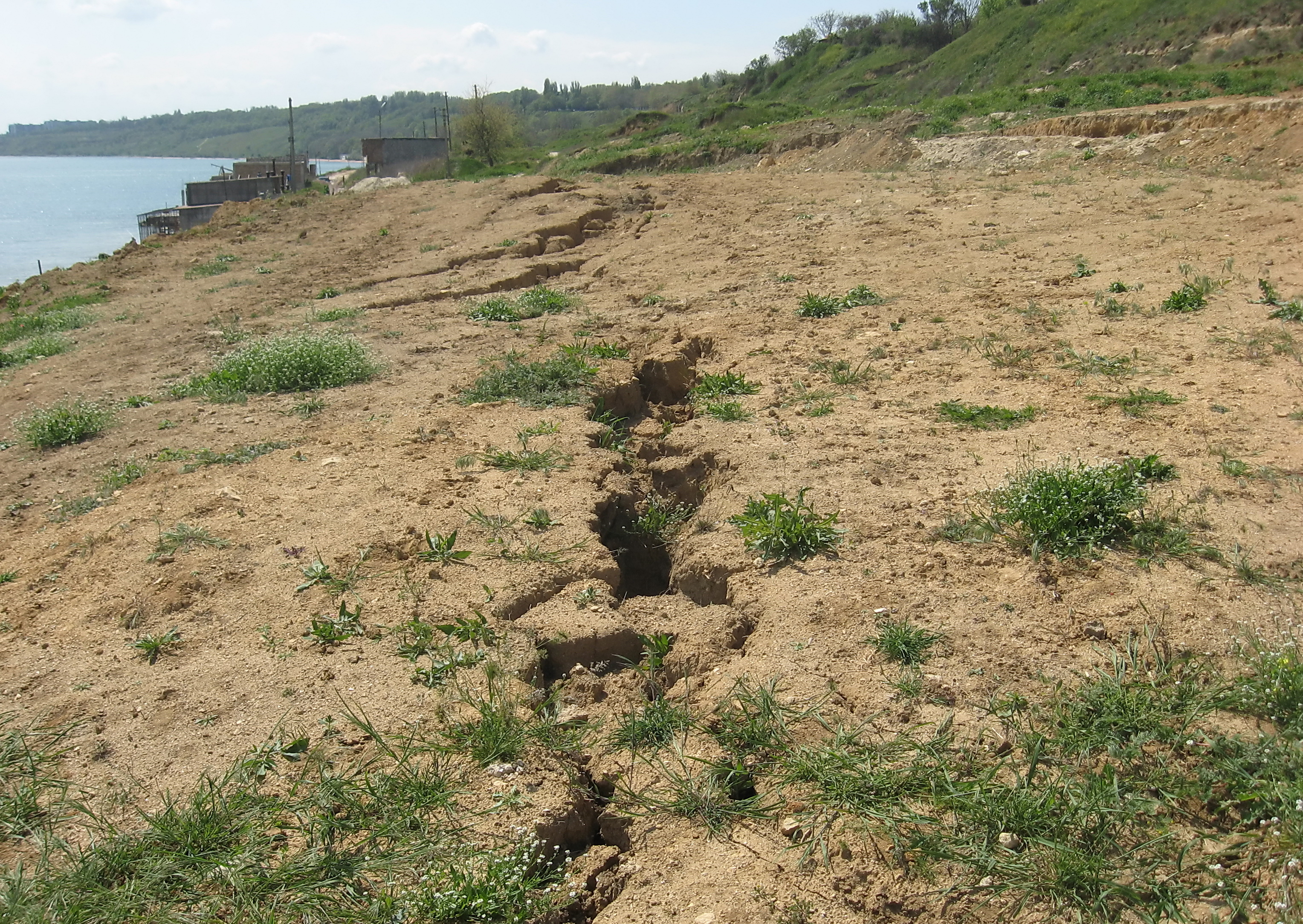
Оползневые процессы на побережье

Почвы представлены, в основном, чернозёмами южными, солонцеватыми, в некоторых местах засолёнными. Большое распространение имеют также каштановые и тёмно-каштановые почвы. Общий состав почв керченского полуострова имеет сложную структуру.
В центральной части города доминируют бурые солонцеватые суглинки. В северо-восточной части города имеется большой массив супесчаных каштановых почв, где они постепенно переходят в тёмно-бурые суглинки.
К полезным ископаемым можно отнести наличие под Керчью железорудных месторождений, а также наличие залежей строительных глин, кварцевого песка, соли, известняка, нефти и газа.

## Административное устройство

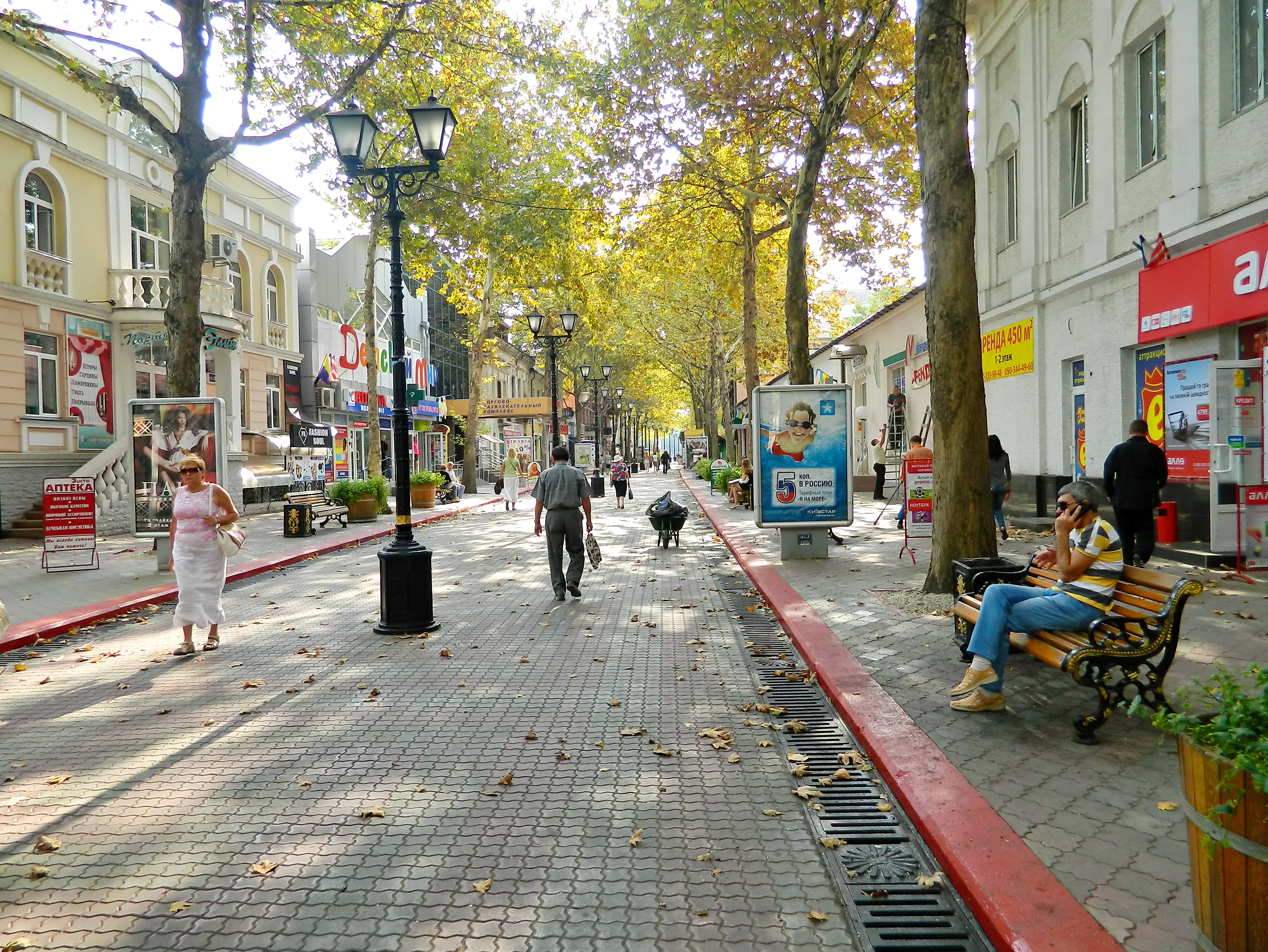
Улица Ленина, центральная улица города

С 1938 до 14 ноября 1988 года Керчь была поделена на три административных района, каждый из которых имел собственные органы самоуправления (в том числе и партийные):
- Кировский ( — Центр);
- Ленинский ( — завод им. Войкова);
- Орджоникидзевский ( — Аршинцево).

По состоянию на начало 1939 года населённые пункты Джанкой, Аджимушкай и Камыш-Бурун включены в городскую черту Керчи.
Остров Тузла (Средняя коса), находящийся в Керченском проливе, административно является территорией города.
Центром города считается улица имени В. И. Ленина

## Органы власти
Структуру органов местного самоуправления Керчи составляют:
- Керченский городской совет — представительный орган муниципального образования;
- Глава муниципального образования — председатель Керченского городского совета;
- Администрация города Керчи — исполнительно-распорядительный орган муниципального образования;
- Глава администрация города Керчи — сити-менеджер, работающий по контракту и назначаемый горсоветом по конкурсу.

Керченский городской совет является постоянно действующим выборным представительным органом местного самоуправления Керчи, осуществляет власть городского самоуправления на основе Устава муниципального образования городской округ Керчь в пределах собственной компетенции. Керченский городской совет состоит из депутатов, избираемых на муниципальных выборах. Численность депутатов Керченского городского совета — 28 человек. Срок полномочий депутатов горсовета составляет пять лет.
Организацию деятельности Керченского городского совета осуществляет глава муниципального образования городской округ Керчь, исполняющий полномочия председателя горсовета. Глава муниципального образования является высшим должностным лицом города. Глава муниципального образования ведёт заседания Керченского городского совета и руководит работой совета.
Администрация города наделяется полномочиями по решению вопросов местного значения и полномочиями для осуществления отдельных государственных полномочий, переданных органам местного самоуправления федеральными законами и законами Республики Крым. Администрацией города руководит глава администрации города. Глава администрации назначается по контракту, заключаемому по результатам конкурса.

## Геральдические символы
Основными геральдическими символами Керчи являются: Флаг, Малый и Парадный (Большой) гербы, Гимн, наградные знаки и ленты.
Символ Керчи — Грифон — изображён на гербе Керчи со времён Пантикапея. Грифон хранит ключ к Чёрному и Азовскому морям.

## Экономика

### Промышленность

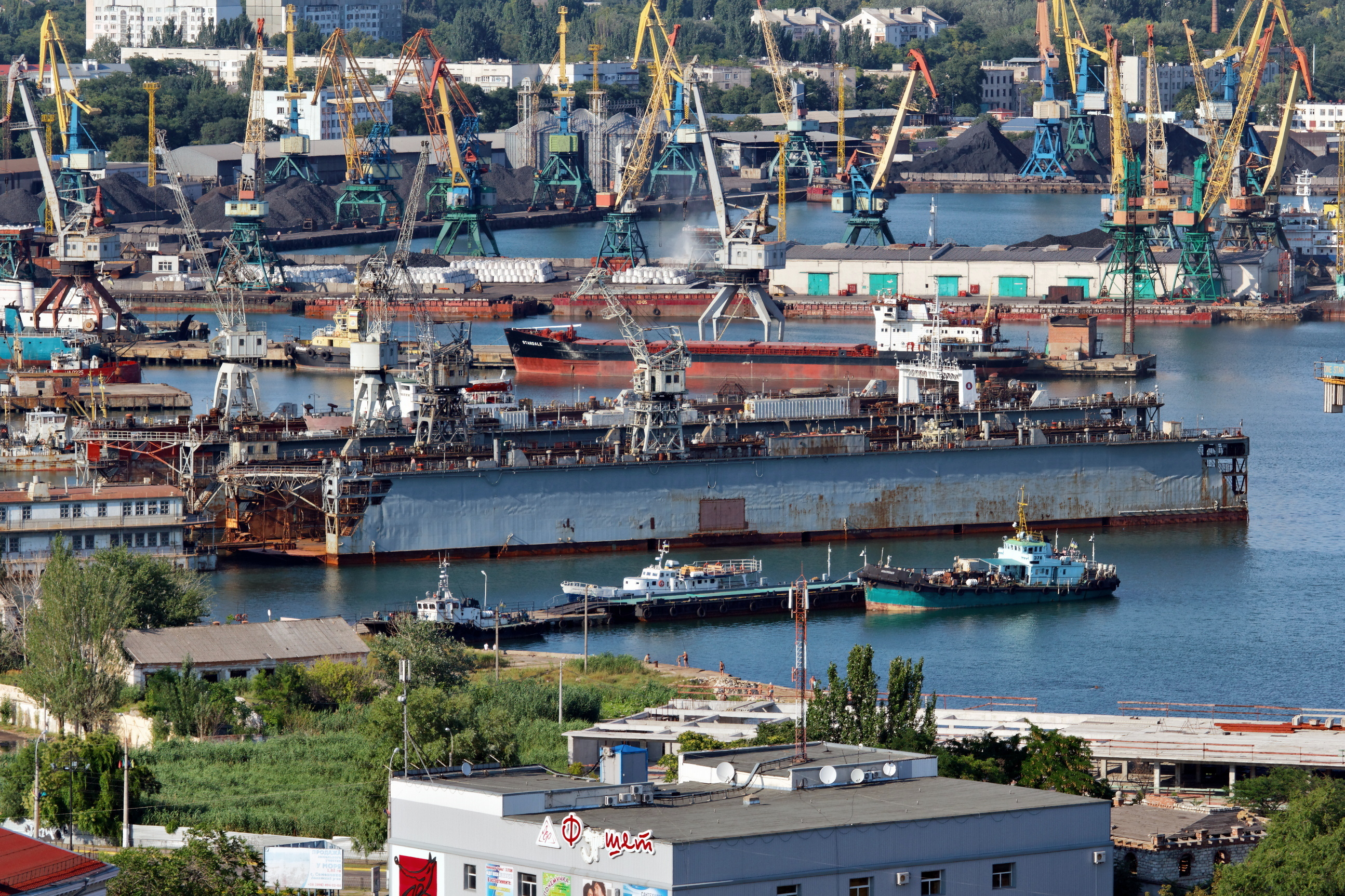
Вид на Судоремонтный завод и Торговый порт

Со второй половины XX века Керчь становится крупным судостроительным и металлолитейным центром. Одним из градообразующих предприятий в то время являлся Керченский металлургический завод им. Войкова. Завод построен более 100 лет назад для переработки железной руды, добываемой на Камыш-Бурунском железорудном комбинате. Другим крупным предприятием является судостроительный завод «Залив», основанный в 1938 году. В советские годы завод занимался производством танкеров типа «Крым», «Победа» и «Панамакс», и нефтяных платформ. В 1988 году на заводе «Залив» было сдано первое в мире ледокольно-транспортное судно с атомной энергетической установкой лихтеровоз-контейнеровоз «Севморпуть».
С 1939 года в Керчи работает Керченская швейная фабрика (в настоящее время ООО). Фабрика занимается пошивом детской одежды и имеет собственный центр моделирования, а также интернет-магазин, осуществляющий доставку изделий по территории СНГ. Также в городе расположены: завод стройматериалов, стеклотарный комбинат, ряд предприятий пищевой промышленности. Компании «Родос» и «Алгеал» занимаются выпуском пластиковой одноразовой посуды и упаковки.
В 1960-е годы в городе был построен завод по производству стеклотары, проработавший до 2004 года.
На протяжении всей истории города важную роль в его жизни играл рыбный промысел. В настоящее время значительная часть населения Керчи занята работой на предприятиях рыбного хозяйства, наиболее крупным из которых является рыбоконсервный завод «Пролив».

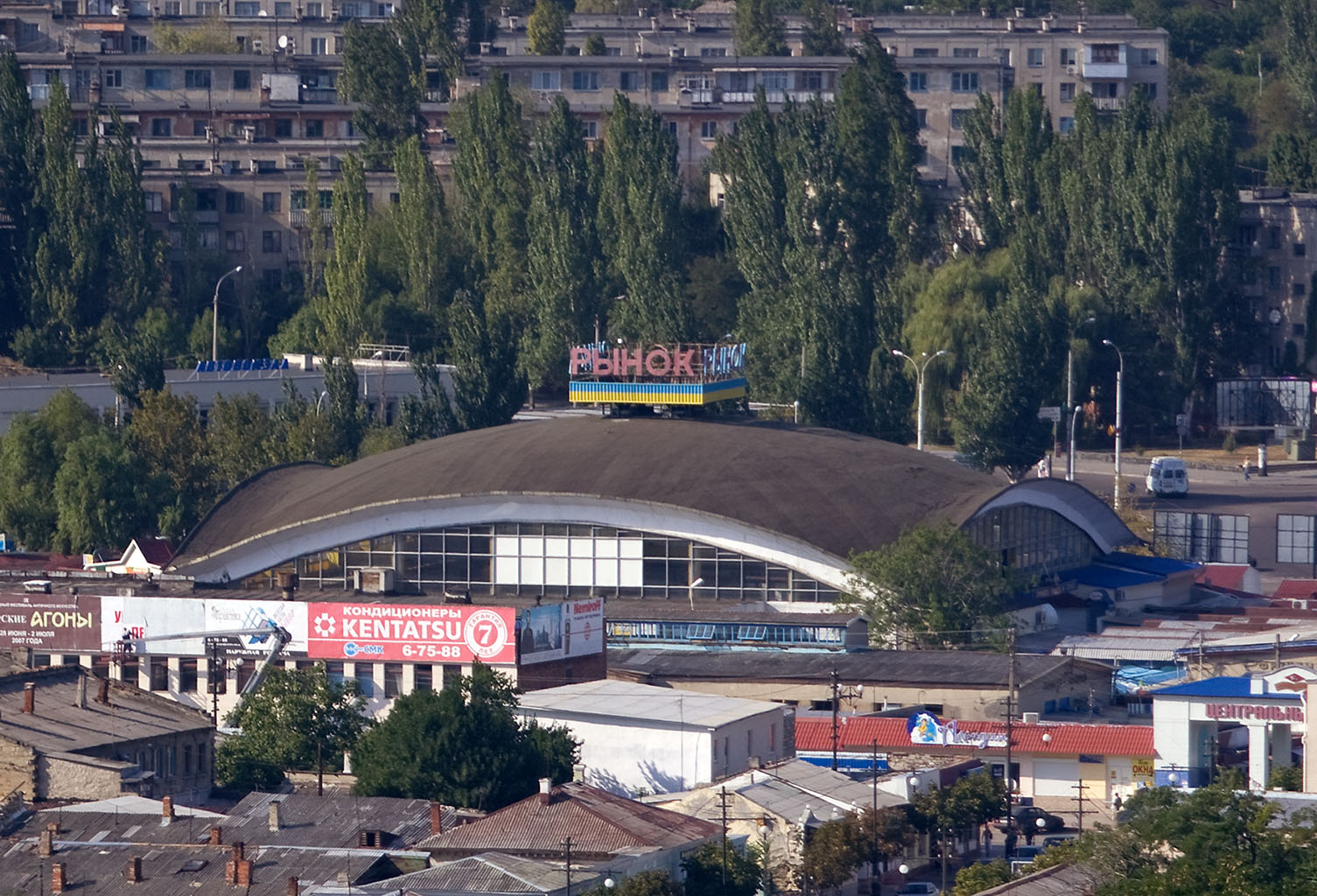
Рынок в Керчи, 2007

После распада СССР и перехода на рыночную экономику металлургическая и судостроительная промышленность города пережила период упадка. Камыш-Бурунский железорудный комбинат был остановлен и сейчас практически полностью разобран. Были остановлены и закрыты ряд других крупных предприятий города. Судостроительный завод «Залив» до недавнего времени производил суда на экспорт для заказчиков из Норвегии, Греции, Нидерландов и ряда других стран. Завод ежегодно строил до 3-4 корпусов сухогрузов и контейнеровозов дедвейтом до 8 тыс. тонн и ремонтировал до 35 судов различного класса.

#### Новые проекты

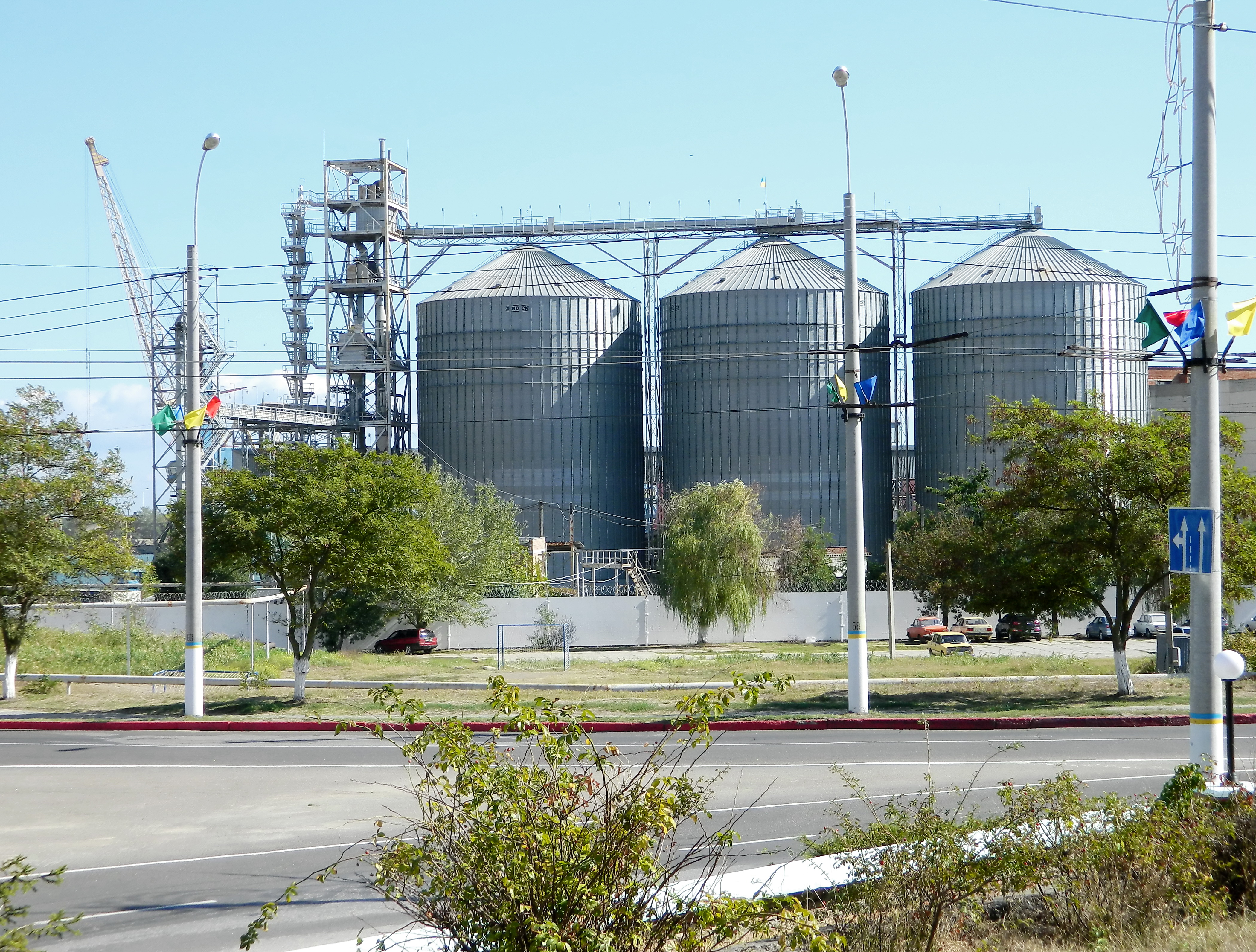
Керчь. Зерновой терминал.

За последние несколько лет в городе реализованы либо находятся в стадии реализации ряд экономических проектов. В морском и торговом портах построены зерновые перевалочные терминалы. Компания «Альтком» реализует проект по строительству цементного завода мощностью до 4 млн т. клинкера в год. Для перевалки цемента планируется задействовать Камыш-Бурунский порт (срок ввода первой линии: 2014 год). В морском рыбном порту казахстанские инвесторы («АЕ Газ-терминал») закончили строительство терминала по перевалке до 1 миллиона тонн сжиженного газа в год. Совместно с российскими инвесторами реконструирована паромная переправа для перевозки товарных железнодорожных вагонов. Построен морской вокзал на переправе Крым — Кавказ. В 2009 году открыто паромное сообщение между Керчью и Поти (Грузия). ООО «ТЭС-терминал» до конца 2013 года планировало сдать в эксплуатацию реконструированный и расширенный терминал по перевалке сжиженного газа, светлых нефтепродуктов и мазута. Общий объём перевалочного парка в морском порту будет составлять 8.8 (44 ёмкости по 200 м³). В планах строительство под Керчью завода по утилизации твёрдых бытовых отходов.

### Водоснабжение

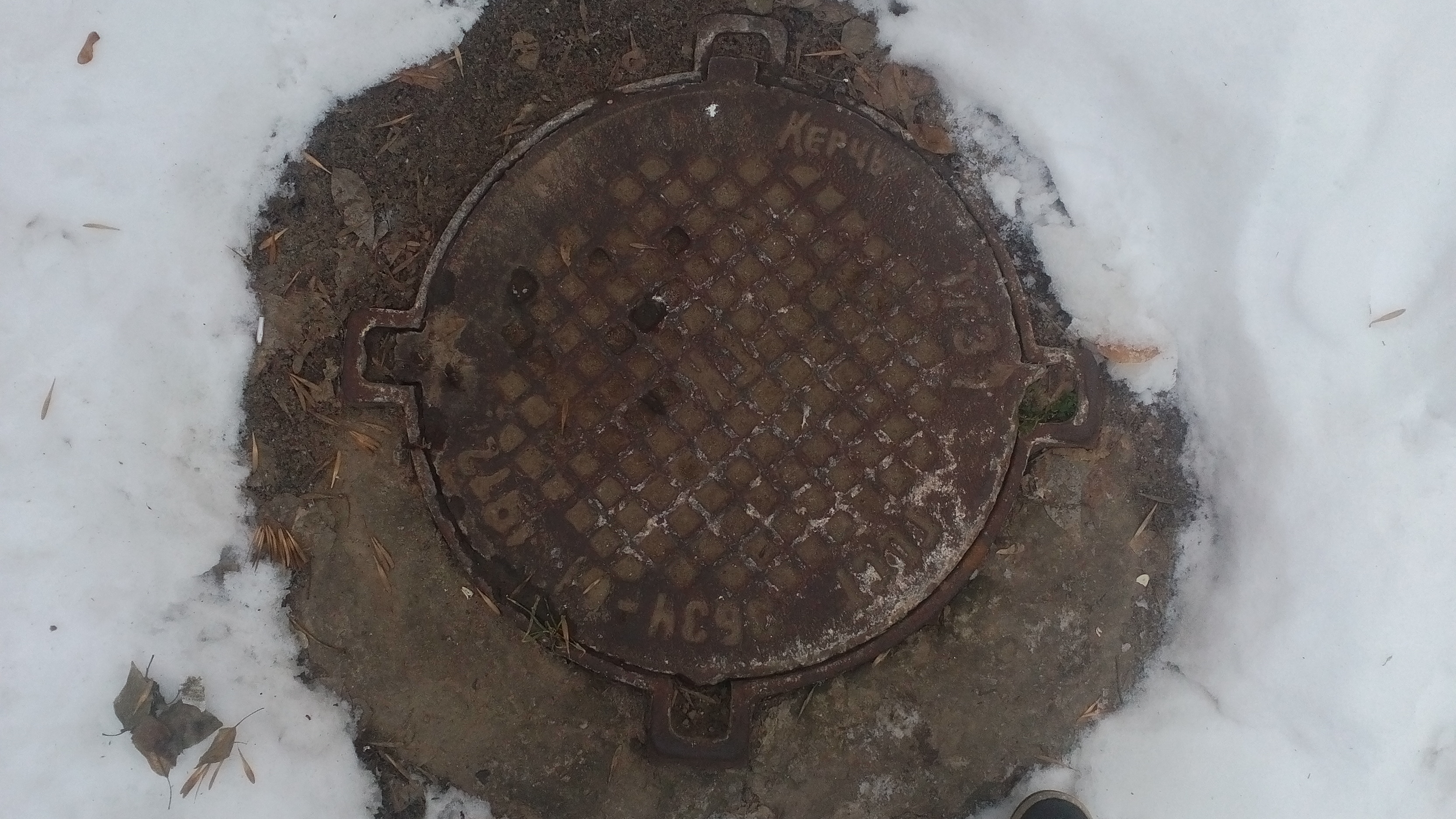
Крышка канализационного люка из Керчи

История Керченского водоканала начинается с 1887 года. В 2013 году централизованным водоснабжением было обеспечено 88,5 % жителей.
Ежесуточное потребление воды составляло 64 тыс. м³ — около 90 л в сутки в расчёте на одного жителя города. В марте 2015 года за счёт прокладки новых магистральных водопроводов потери в изношенных сетях удалось сократить на 2,5 тыс. м³ в сутки.
В настоящее время услуги водоснабжения оказывает Керченский филиал ГУП РК «Вода Крыма» на балансе которого состоит 36 артезианских скважин пяти водозаборов: Багеровского, Аджимушкайского, Мичуринского, Булганакского, Капканского и три отдельно расположенные скважины в посёлках Новый, Жуковка и Старый Карантин. Но большая часть скважин не используется.
Основным источником водоснабжения является наливное Керченское водохранилище. Вода насосной станцией № 4 Северо-Крымского канала подаётся по двум трубопроводам на городскую водоочистную станцию, откуда после очистки самотёком по водоводам подаётся в бывшие Кировский и Ленинский районы города и по напорным водоводам — в бывший Орджоникидзевский район.
Керченское водохранилище, которое также называют Станционным и Новониколаевским было построено в 1975 году в рамках первой очереди Северо-Крымского канала. Строительство водохранилища велось четыре года. Эксплуатируется в каскаде с Фронтовым и Зеленоярским водохранилищами. С 1975 по 2013 год Керченское водохранилище наполнялось водами Днепра поступающими по Северо-Крымскому каналу из Каховского водохранилища. В 2014 году для наполнения стали использоваться два горных водохранилища Крыма: Белогорское и Тайганское. В 2015 году приступили к подаче из трёх артезианских водозаборов на севере Крыма: Новогригорьевского, Нежинского и Просторненского.

## Транспорт

Поезд в Еникале, 2007

Междугородные и международные перевозки Керчи обслуживают Керченский морской торговый порт, транзитные железнодорожные вокзалы Керчь и Керчь-Южная, автовокзал и [что?] аэропорт.
В 14 км северо-западнее Керчи находился военный аэродром Багерово, располагавшийся на полигоне № 71 (Керчь-16). Начиная с 1996 года аэродром не эксплуатируется. Ранее этот аэродром был известен одной из трёх лучших в СССР взлётно-посадочных полос. В 2012 году аэродром был продан керченской компании ООО «Лама», специализирующейся на торговле строительными материалами, которая сразу после покупки аэродрома приступила к его демонтажу.

### Транспортное сообщение через Керченский пролив
Через Керченский пролив соединяются транспортные системы Крыма и Краснодарского края. Сухопутное автомобильное и железнодорожное сообщение через Керченский пролив осуществляется с использованием Крымского моста — транспортного перехода, состоящего из параллельных автомобильного и железнодорожного мостов. Автомобильный мост является частью федеральной автодороги А-290 Новороссийск — Керчь, железнодорожный мост — частью линии Багерово — Вышестеблиевская.
В 1954—2020 годах функционировала Керченская паромная переправа, обеспечивавшая перевозку пассажиров, автомобилей и грузовых железнодорожных составов в расположенный на северо-западной окраине города порт Крым и из него.

### Городской транспорт
До распада СССР в городе действовала развитая сеть автобусных маршрутов, которые обслуживало керченское АТП-14313, ввиду больших пассажиропотоков на линии работали преимущественно автобусы марки Ikarus (в основном Ikarus 280, и Ikarus 260), в меньшем количестве использовались ЛиАЗ-677. Вскоре после распада Союза и вплоть до 2016 года основным типом общественного транспорта являлись маршрутки. С конца августа 2016 года, предприятием «Керчьгортранс», на 1-й и 41-й городские маршруты запущены новые автобусы НефАЗ-5299, в режиме муниципального транспорта. В сентябре 2016 года такие же автобусы были выпущены на 5-й маршрут. Из 40 НефАЗов, переданных городу в 2016 году к февралю 2019 года рабочими остались 17.На момент 2019 года проезд стоил 17 рублей, если оплачивать картой «Мир», или 22 рубля, если оплачивать иным способом, а на данный момент картой мир 20 рублей, или 25 иным способом оплаты.

#### Троллейбус
В 2004 году была пущена первая в городе троллейбусная линия линия, проектирование которой было начато в 1970-х годах, а строительство троллейбусного депо, позднее замороженное в 1979 году. В 2007 году, на день города, была запущена вторая очередь троллейбусной линии, соединившая кольцо на Ворошилова и завод им. Войкова. В 2009 году закончилось строительство третьей очереди троллейбусного движения, которая соединила автовокзал с железнодорожным вокзалом. Движение троллейбусов организовано по схеме с одним кольцевым маршрутом, с 15-минутной остановкой на железнодорожном вокзале.

#### Трамвай
В Керчи с 1935 по 1941 гг. существовало трамвайное сообщение на электрической тяге. Первая трамвайная линия протяжённостью 5,9 км соединяла рыбоконсервный завод и завод имени Войкова. В 1937 году был проложен путь от консервного завода до железнодорожной станции Керчь, а в 1938 году он был доведён до табачной фабрики К. И. Месаксуди. В период первой немецкой оккупации (ноябрь — декабрь 1941 года) трамвай не работал. После освобождения города 29 декабря 1941 года сообщение возобновилось, по трамвайной линии на завод имени Войкова трамвайные вагоны возил паровоз. В мае 1942 года Керчь вновь была занята немецкими войсками. После окончательного освобождения Керчи разрушенное в ходе военных действий трамвайное хозяйство комиссия наркомата коммунального хозяйства РСФСР решила не восстанавливать.

#### Такси
В качестве транспорта в городе также используются и маршрутные такси. Работают несколько коммерческих таксомоторных компаний. Особый спрос на такси набоюдается в летний период, когда в городе находится много отдыхающих, а также зимой в гололедицу и сильный снег.

#### Железнодорожный транспорт
Раньше[когда?] существовал внутригородской поезд от вокзала Керчь до Старого парка станции Керчь-Южная; была отменена с закрытием заводов[каких?].
С 18 июня 2021 года вновь стал доступным внутригородской недорогой маршрут дизель-поезда сообщением Керчь — Анапа в части от вокзала Керчь до Нового парка станции Керчь-Южная, где доступна пересадка на поезда дальнего следования.

## Наука и образование

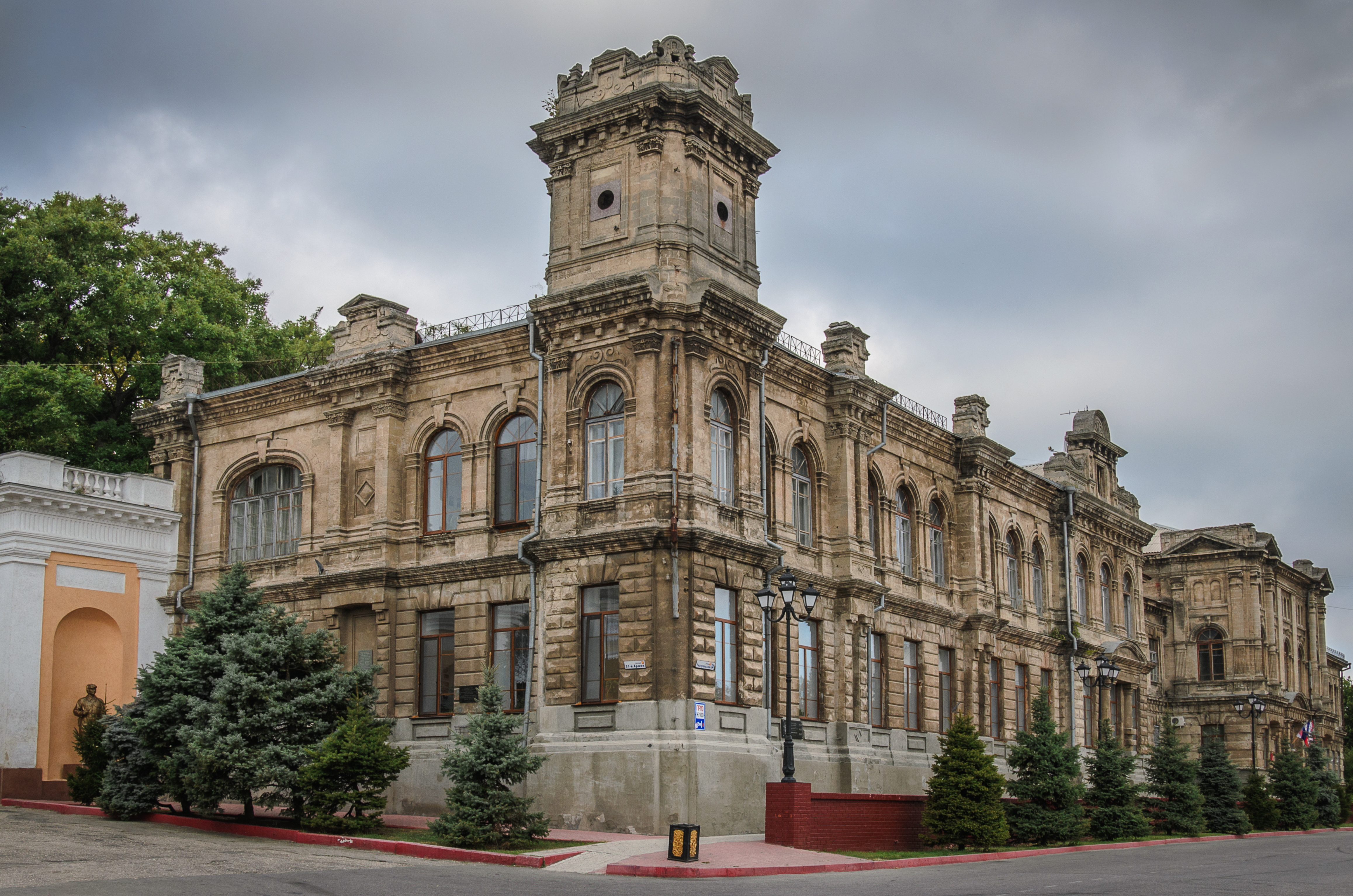
Здание бывшей Керченской женской гимназии (ныне гимназия № 2 имени Короленко)

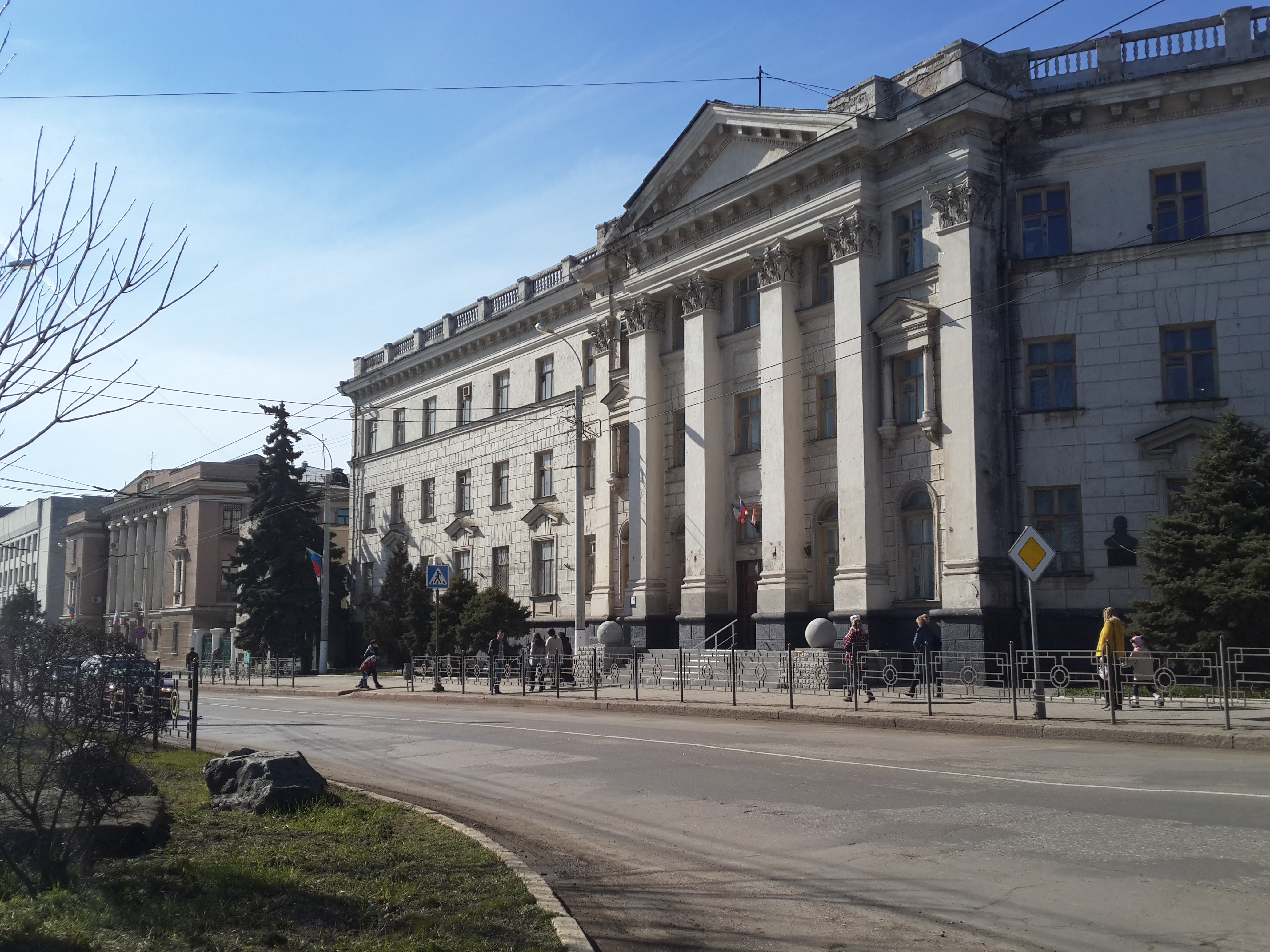
Музей морской флоры и фауны в НИИ ЮГНИРО

В городе работают следующие учреждения:
Учебные
- 18 общеобразовательных школ.
- 2 гимназии.
- 2 лицея.
- 2 интерната (специальная школа-интернат и интернат для детей-сирот).
- 2 вуза, из них 1 — государственный;
- судомеханический и политехнический техникумы;
- медицинский колледж;
- 6 профессионально-технических училищ;
- дошкольные детские учреждения.

Научно-исследовательские
- «ЮгНИРО» — Керченский филиал ФГБНУ «АзНИИРХ» (подразделение Всероссийского научно-исследовательского института рыбного хозяйства и океанографии)[75].
- Лаборатория красоты и здоровья «Пантика» (исследования гидробионтов Чёрного и Азовского морей; прежнее название — Научно-технологический центр «ЮНИС»)[источник не указан 1800 дней]

## Медицина
В городе расположены 7 медицинских учреждений городского подчинения, 8 медучреждений республиканского подчинения и 3 медучреждения государственного подчинения; в том числе:
- городская больница № 1;
- городская больница № 2;
- городская больница № 3;
- городской родильный дом;
- стоматологическая поликлиника;
- Городская детская больница;
- Станция экстренной медицинской помощи;
- Городской информационно-аналитический центр управления здравоохранения;
- филиал крымского республиканского учреждения «Центр службы крови»;
- Крымское республиканское учреждение «Керченская портовая больница»;
- Обособленное подразделение республиканского учреждения «Онкологический клинический диспансер»;
- Обособленное подразделение республиканского учреждения «Противотуберкулёзный диспансер»;
- Крымское республиканское учреждение «Детский противотуберкулёзный санаторий»;
- Обособленное подразделение республиканского учреждения «Клинический кожно-венерологический диспансер»;
- Государственное учреждение «Керченская городская санитарно-эпидемиологическая станция»;
- Государственное учреждение «Керченская портовая санитарно-эпидемиологическая станция»;
- Государственное учреждение «Керченская городская дезинфекционная станция»[76].

## Спорт
- В городе существует футбольный клуб «Океан» (наследница легендарного «Океана», участника шестой зоны второй лиги чемпионата СССР), которая перехватила эстафету у ФК «Керчь» (ранее ФК «Боспор») и ведёт борьбу в Чемпионате и Кубке Крыма. Также в Керчи функционирует множество детских спортивных кружков. Центральный городской стадион с трибунами на пять тысяч зрителей имеет специальную дренажную систему для осушения поля во время дождя.
- В 2006 году керчанин Артур Жильцов занял второе место на чемпионате мира по тхэквондо среди юниоров[77].
- В Керчи ежегодно на базе одноимённого оздоровительно-рекреационного комплекса «Боспор» проводится международный шахматный фестиваль «Боспор».
- На базе спортивно-оздоровительного комплекса «Спартак» при санатории «Киев» ежегодно проводятся международные соревнования по гиревому спорту, дзюдо, мини-футболу.
- В плавательном бассейне «Дельфин» (на базе санатория «Киев») проводятся городские соревнования по плаванию.
- На Аршинцевской косе (с 2009 ежегодно) проводятся самые масштабные соревнования по виндсёрфингу и кайтбордингу, организатором которых является мастер спорта СССР по парусному спорту, керчанин — Дмитрий Соловьёв.

## Средства массовой информации и связь

### Аналоговые и цифровые телевидение
В некоторых районах города возможен приём FM-радиостанций из городов Новороссийска, Анапы, Темрюка.
| № | ТВК | Частота | Телеканал      |
| 1 | 3   | 80      | Первый Крым    |
| 2 | 57  | 762     | Миллет         |
| 3 | 60  | 786     | РТРС-1         |
| 4 | 41  | 634     | РТРС-2         |
| 5 | 24  | 498     | РТРС-3 (Крым). |

Эфирное цифровое и аналоговое вещание осуществляется с РТПЦ-РРС «Керчь». Аналоговое телевидение планируется к отключению 14 октября 2019.
В пакетах кабельных операторов и IPTV доступны каналы украинского телевидения.

### Цифровые и эфирные телевидение
Все 30 каналов для мультиплекса РТРС-1 и РТРС-2; Пакет радиоканал, включает: «Вести FМ», «Радио Маяк», "Радио России / ГТРК Таврида
- Пакет телеканалов РТРС-1 (телевизионный канал 60, частота 786 МГц), включает: «Первый Канал», «Россия 1 / ГТРК Таврида», «Матч ТВ», «НТВ», «Пятый Канал», «Россия К», «Россия 24 / ГТРК Таврида», «Карусель», «ОТР», «ТВЦ».
- Пакет телеканалов РТРС-2 (телевизионный канал 41, частота 634 МГц), включает: «РЕН ТВ», «СПАС», «СТС», «Домашний», «ТВ3», «Пятница!», «Звезда», «Мир», «ТНТ», «МУЗ-ТВ».
- Пакет телеканалов РТРС-3 (телевизионный канал 24, частота 498 МГц), включает: Первый Крым, Мир 24, «Миллет», Крым 24, «Первый Севастопольский», Москва 24, Керчь 24 и другие.

### Радиостанция
| №  | частота  | называние                  | формат                                    |
| 1  | 88.5 FM  | Радио Крым                 | информационный, информационно-музыкальный |
| 2  | 89.2 FM  | Радио Звезда               | информационно-музыкально-исторический     |
| 3  | 91,2 FM  | Ватан Седасы               | крымскотатарское радио                    |
| 4  | 91.6 FM  | Вести FM                   | информационно-разговорный                 |
| 5  | 100.3 FM | Радио Море                 | информационно-музыкальный                 |
| 6  | 100.7 FM | Радио MAXIMUM              | поп-рок, рок, альтернатива                |
| 7  | 101.4 FM | Европа Плюс                | зарубежные хиты                           |
| 8  | 101.8 FM | Радио Вера                 | христианский                              |
| 9  | 102.2 FM | Ретро FM                   | хиты 70-х, 80-х, 90-х годов               |
| 10 | 102.6 FM | Юмор FM                    | музыкально-юмористический                 |
| 11 | 103.6 FM | Радио Комсомольская правда | информационно-разговорный                 |
| 12 | 104.4 FM | Дорожное радио             | музыкальные хиты разных лет               |
| 13 | 104.8 FM | Авторадио                  | музыкальные хиты разных лет               |
| 14 | 105.3 FM | Радио Спутник в Крыму      | информационно-разговорный                 |
| 15 | 105.7 FM | Радио Шансон               | шансон, авторская песня                   |
| 16 | 106.4 FM | Русское радио              | русскоязычные хиты                        |
| 17 | 107.2 FM | Радио Дача                 | отечественная поп-музыка разных лет       |
| 18 | 107.6 FM | Наше Радио                 | русский рок                               |

### Газеты и журналы
- «Керченский рабочий»
- «Керчь. ФМ»
- «КерчьИНФО»
- «Боспор»
- «Бриз-Курьер»
- «Вечерняя Керчь»
- «Кафа-Керчь»
- «Пропаганда» — городской журнал

### Интернет-провайдеры
- «Крымтелеком»;
- ООО «Мультисервисные сети» (KerchNET);
- «Боспор-телеком»;
- «Япик»;
- «Бикент».
- АПЕКС-КРЫМ

## Культура

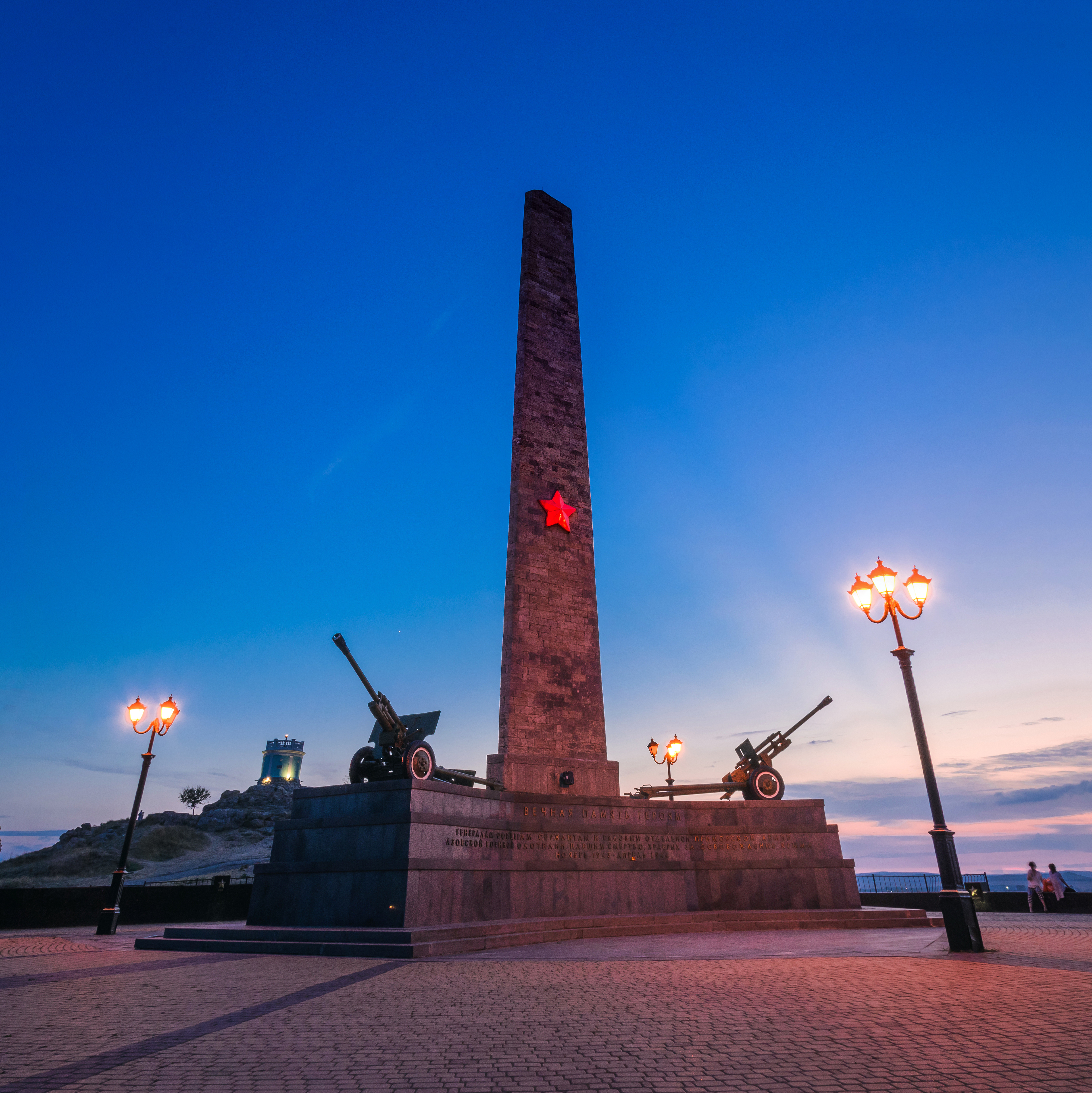
Обелиск Славы на горе Митридат

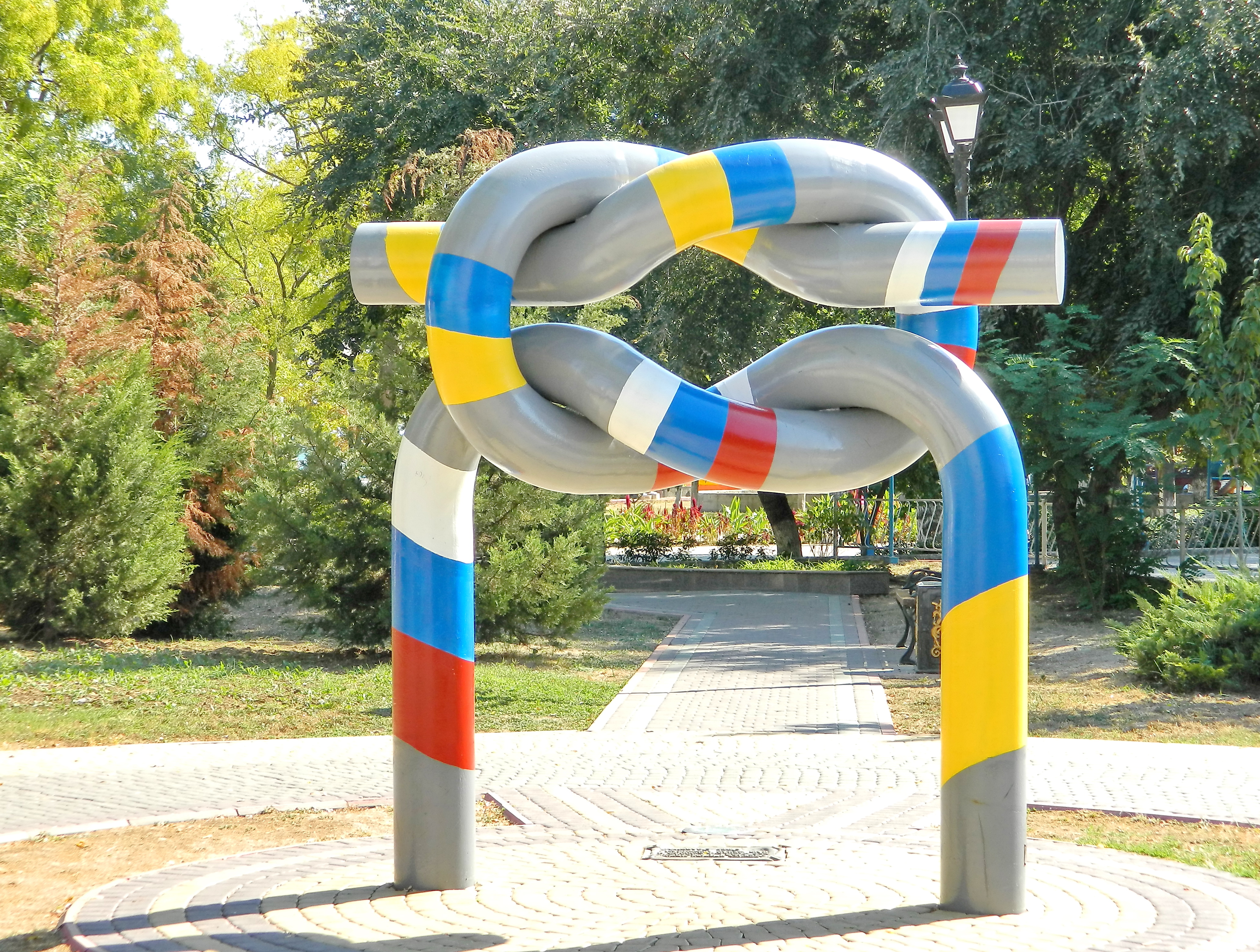
Композиция

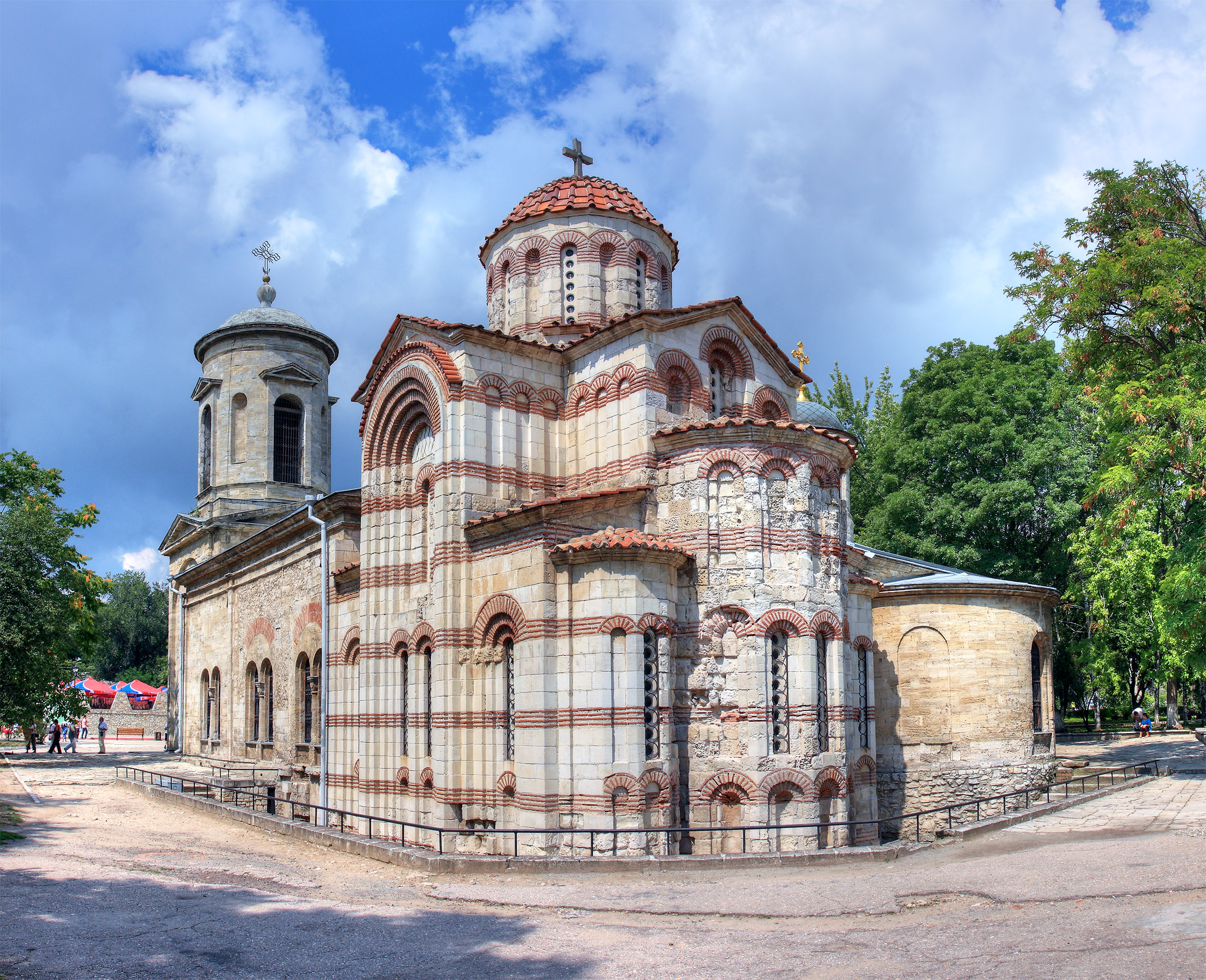
Храм усекновения главы Иоанна Предтечи, X век

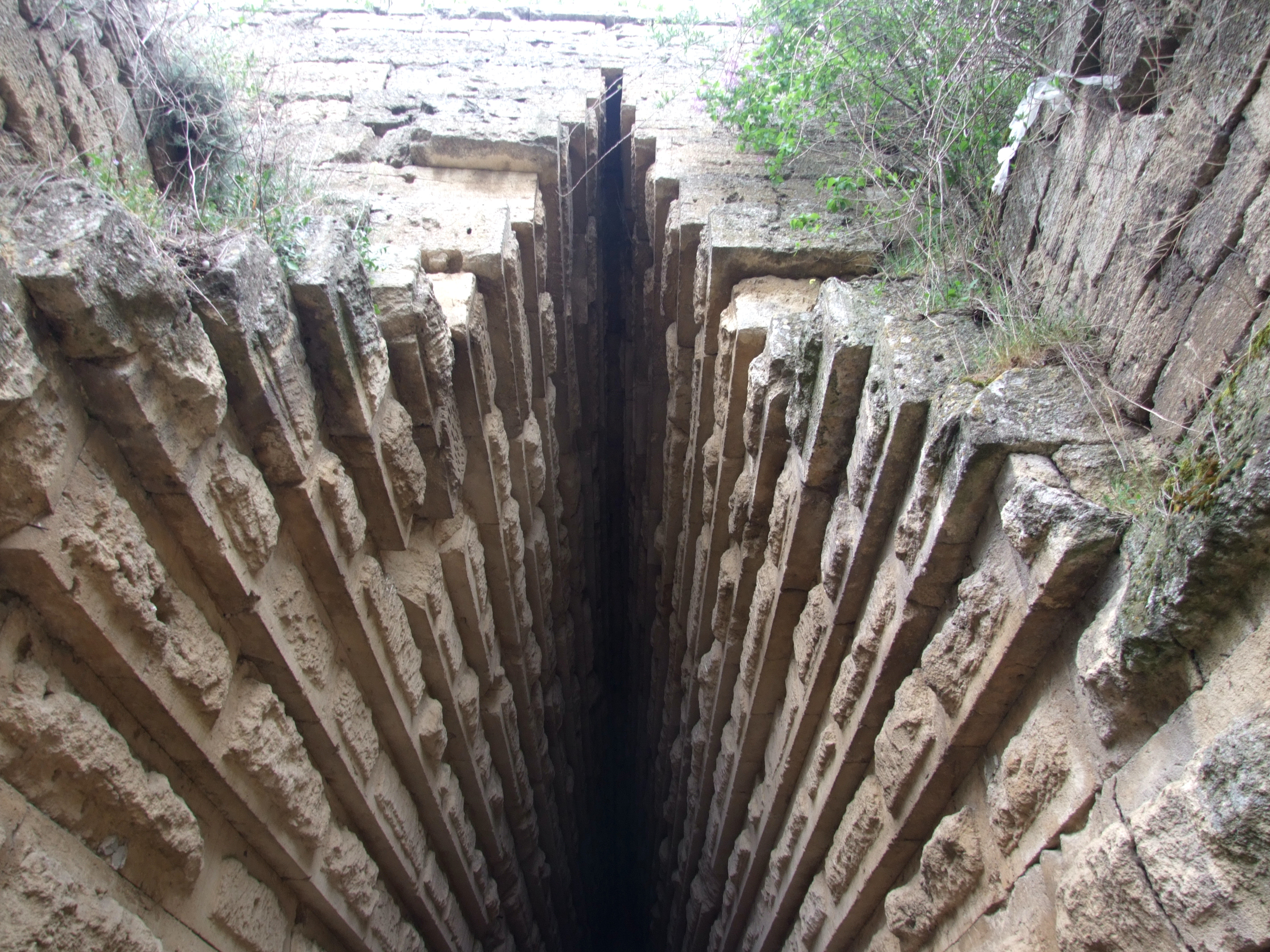
Вход в Царский курган

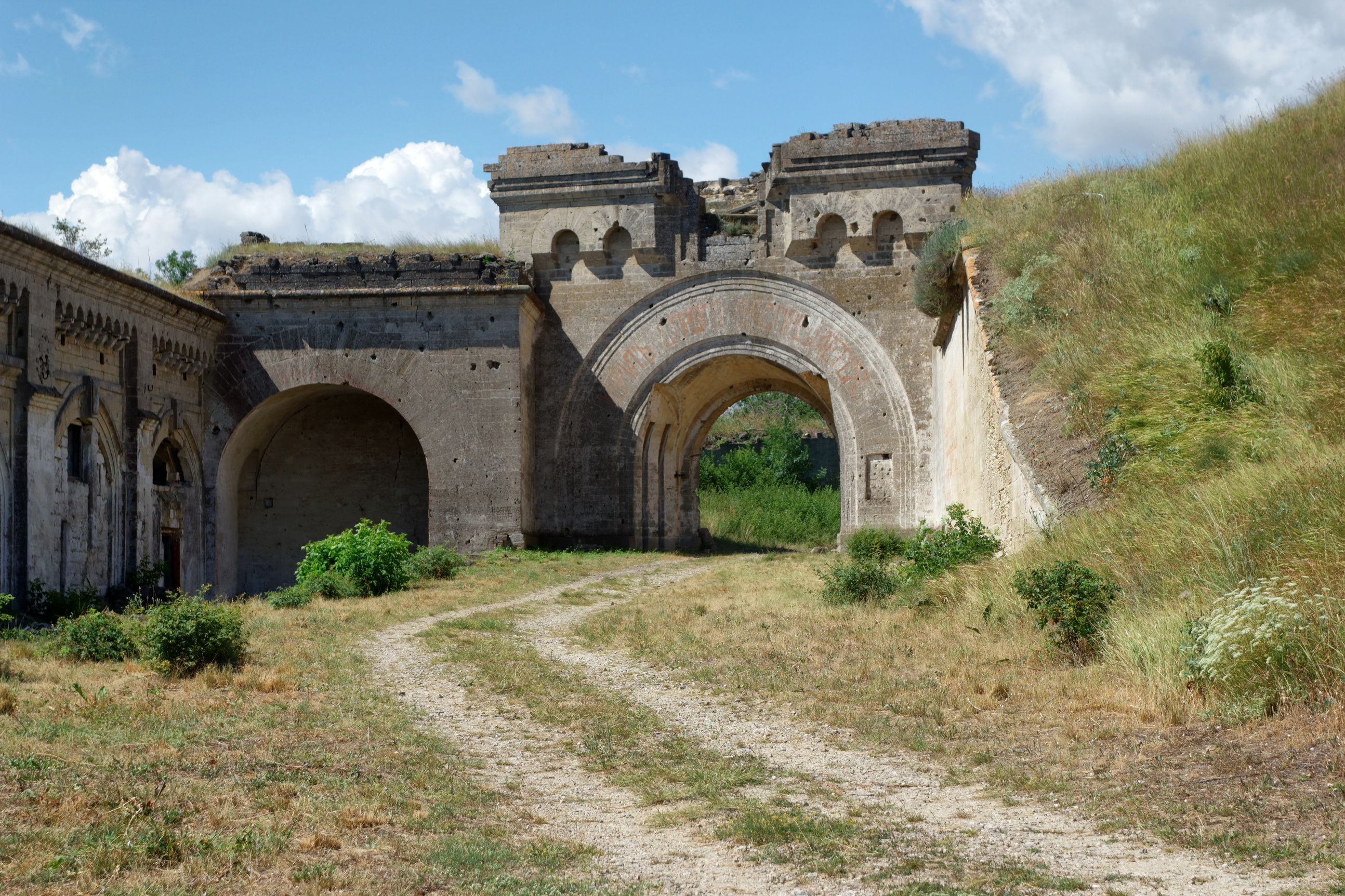
В крепости Керчь

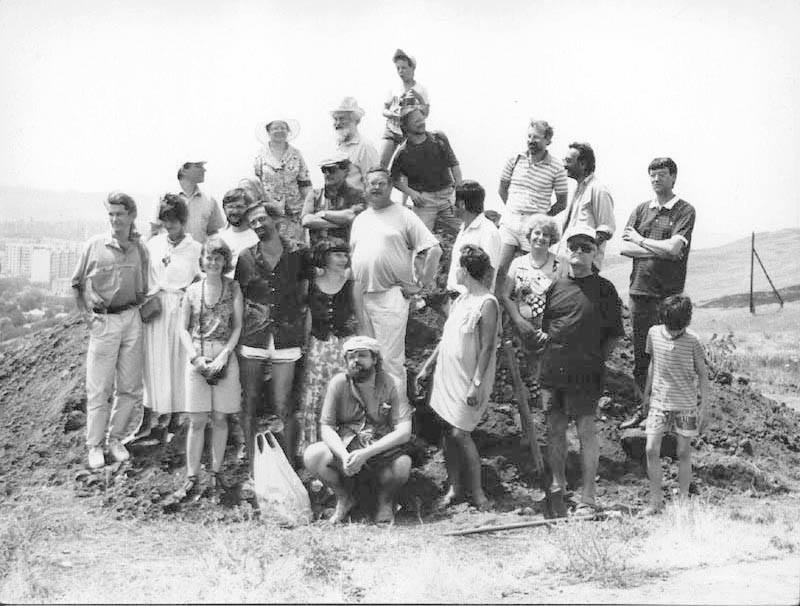
На горе Митридат в Керчи: М. Микушевич, В. Аксёнов, Р. Элинин, А. Люсый, Ф. Искандер, Т. Кибиpов, И. Жданов и другие участники II Боспорского форума

### Достопримечательности
- Городище Пантикапей (VII век до н. э.—III век н. э.) — раскопки на горе Митридат.
- Царский курган — усыпальница одного из боспорских царей (IV век до н. э.).
- Мелек-Чесменский курган (IV век до н. э.).
- Мирмекий (греч. Μυρμήκιον) — античный город, основанный ионийскими греками в середине VI века до н. э.
- Тиритака — античное городище, расположено в 11 км от Пантикапея.
- Храм усекновения главы Иоанна Предтечи (X век) — один из древнейших христианских храмов на территории СНГ.
- Крепость Ени-Кале (XVIII век).
- Большая Митридатская лестница — построена в 1833—1840 годах по проекту итальянского зодчего А. Дигби. Лестница ведёт на вершину горы Митридат и состоит из 432 ступеней.
- Обелиск Славы на горе Митридат. Автор — архитектор Алексей Дмитриевич Киселёв. Открыт 8 августа 1944 г. Первый монументальный памятник, посвящённый событиям Великой Отечественной войны на территории СССР[78].
- Малая Митридатская лестница — построена в 1866 году в классическом стиле.
- Музейный комплекс в каменоломнях Аджимушкая.
- Нимфей — археологические раскопки древнегреческого городища в посёлке Героевское (Эльтиген).
- Крепость Керчь (XIX век; форт Тотлебен).
- Склеп Деметры — всемирно известный античный памятник боспорской живописи первой половины I века, находится в центральной части города, вырыт в естественном грунте[79].
- Керченский историко-археологический музей (основан П. А. Дюбрюксом в 1810 г., официально открыт в 1826 г. И. П. Бларамбергом).
- Золотая кладовая.
- Музей истории Эльтигенского десанта.
- Булганакское поле грязевых вулканов (долина вулканов) — находится к северу от с. Бондаренково, в 5 км от Керчи.
- Лапидарий — по количеству греческих надписей занимает 12-е место среди хранилищ классических эпиграфических памятников мира. В Керченском лапидарии хранятся боспорские древнегреческие надписи, скульптура и архитектурные детали, а также гебраистские и тюркские надгробия.
- Чокрак — солёное озеро на берегу Азовского моря неподалёку от Керчи, с целебными грязями и сероводородными источниками.
- Страусиная ферма «Экзотик» в посёлке Подмаячный.
- Музей морской флоры и фауны в НИИ ЮГНИРО.
- Керченская мечеть.

### Праздники и памятные дни
- День освобождения Керчи, 11 апреля (с 1944 г.).
- День рыбака, второе воскресенье июля (с 1965 г.).
- День города, вторая суббота сентября (с 1998 г.).
- День защитника Отечества, 23 февраля.
- 8 марта — Международный женский день.
- 18 марта — день Воссоединения с Россией (с 2014 г.)[80].
- Факельное шествие на г. Митридат в память о погибших в Великой Отечественной войне (8 мая).
- День Победы в Великой Отечественной войне (9 мая) (с 1945 г.).
- 1 Мая — День международной солидарности трудящихся.
- 1 Января — Новый год.

### Фестивали, соревнования, регаты
- Международный фестиваль КВН «Керчь — город мечты» — проходит по инициативе Запорожского института экономики и информационных технологий.
- Международный фестиваль античного искусства «Боспорские агоны».
- Международный хореографический фестиваль «Потоки танца».
- Турнир по пауэрлифтингу «Кубок Воспоро».
- Соревнования по виндсёрфингу «Кубок Пролива».
- Фестиваль по акробатическому рок-н-роллу «Звёздный прибой».
- Боспорский форум — проходил с 1993 года по инициативе поэтической группы «Полуостров», с участием Василия Аксёнова, Владимира Войновича, Фазиля Искандера, Тимура Кибирова, Владимира Микушевича, Андрея Полякова, Льва Рубинштейна, Николая Звягинцева и других известных авторов.

### Памятники
- Обелиск Славы на горе Митридат. Автор — архитектор Алексей Дмитриевич Киселёв. Открыт 8 августа 1944 года.
- Памятник Митридату VI Евпатору — царю Понтийского царства. Скульптор и архитектор А. А. Сальников. Открыт 16 сентября 2006 года.
- Памятник А. С. Пушкину. Автор скульптор Р. В. Сердюк. Соавторы и исполнители А. И. Мельник, В. Ф. Будин. Архитекторы А. Н. Морозов, В. Н. Кусницын. Инициатор В. С. Тарбаев. Открыт 17 сентября 1999 года на Александровской набережной.
- Памятник Володе Дубинину — пионеру-герою. Скульптор Л. С. Смерчинский, архитектор А. Н. Морозов, 1964.
- Памятник В. И. Ленину на центральной площади города (скульптор В. И. Сычёв, 1960). Установлен на месте уничтоженного немецкими оккупантами памятника, который создал Евгений Абалаков).
- Памятник Вере Белик. Скульптор З. В. Рылеева, архитектор Б. Н. Головин, 1966.
- Памятник Жене Рудневой. Скульптор Р. В. Сердюк. Архитекторы А. Н. Морозов, Р. Г. Ликсо, 1971.
- Памятник школьнику.
- Памятник П. Л. Войкову. Скульптор Н. А. Бедниченко, 1960.
- Памятник военным лётчикам.
- Памятник К. Марксу.
- Памятник детям Керчи — жертвам войны. Скульптор Л. Л. Козлов.
- Памятник ликвидаторам аварии на Чернобыльской АЭС. Скульптор Г. Я. Хусид. Архитектор А. А. Сальников
- Памятник Т. Г. Шевченко. Скульптор Р. В. Сердюк.
- Скульптура «Дары моря».
- Памятник древнерусскому князю Глебу и летописцу Никону с копией Тмутараканского камня — символ единства и неделимости Крыма и России, 2019[81].
- Памятник погибшим студентам и педагогам политехнического колледжа, скульптор — Андрей Ковальчук, 2021[82].

и другие.

Памятник Володе Дубинину
Мемориал на братской могиле (северный склон горы Митридат)
Воинское кладбище (ул. Мирошника)
Братская могила советских воинов (ул. Коммунаров)
Памятник П.Л. Войкову
Место водружения красного знамени на высоте 72
Памятный знак в честь 150-летия Керченского морского порта
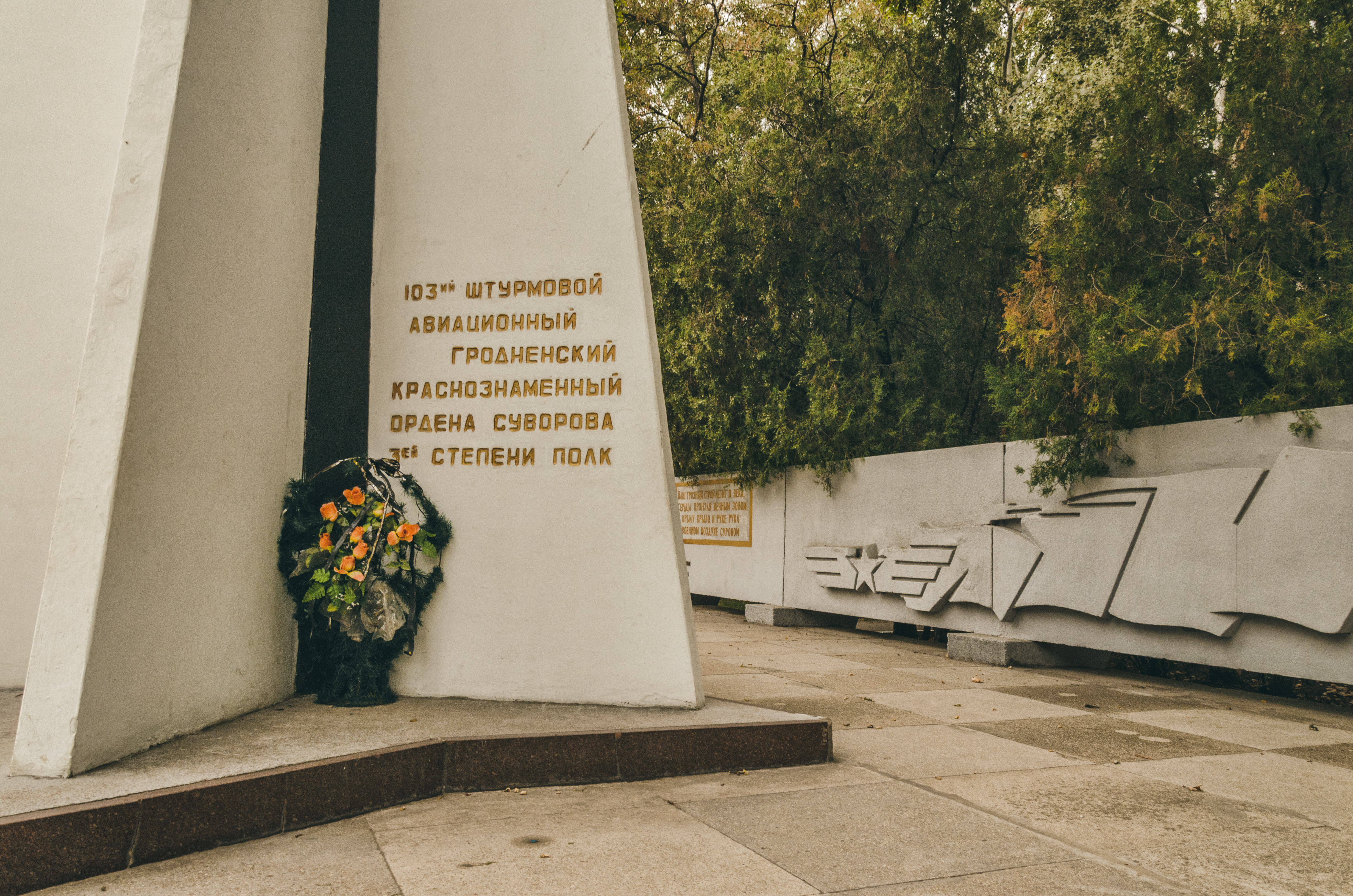
Памятный знак в честь советских лётчиков
Памятник герою Советского Союза В.Л. Белик
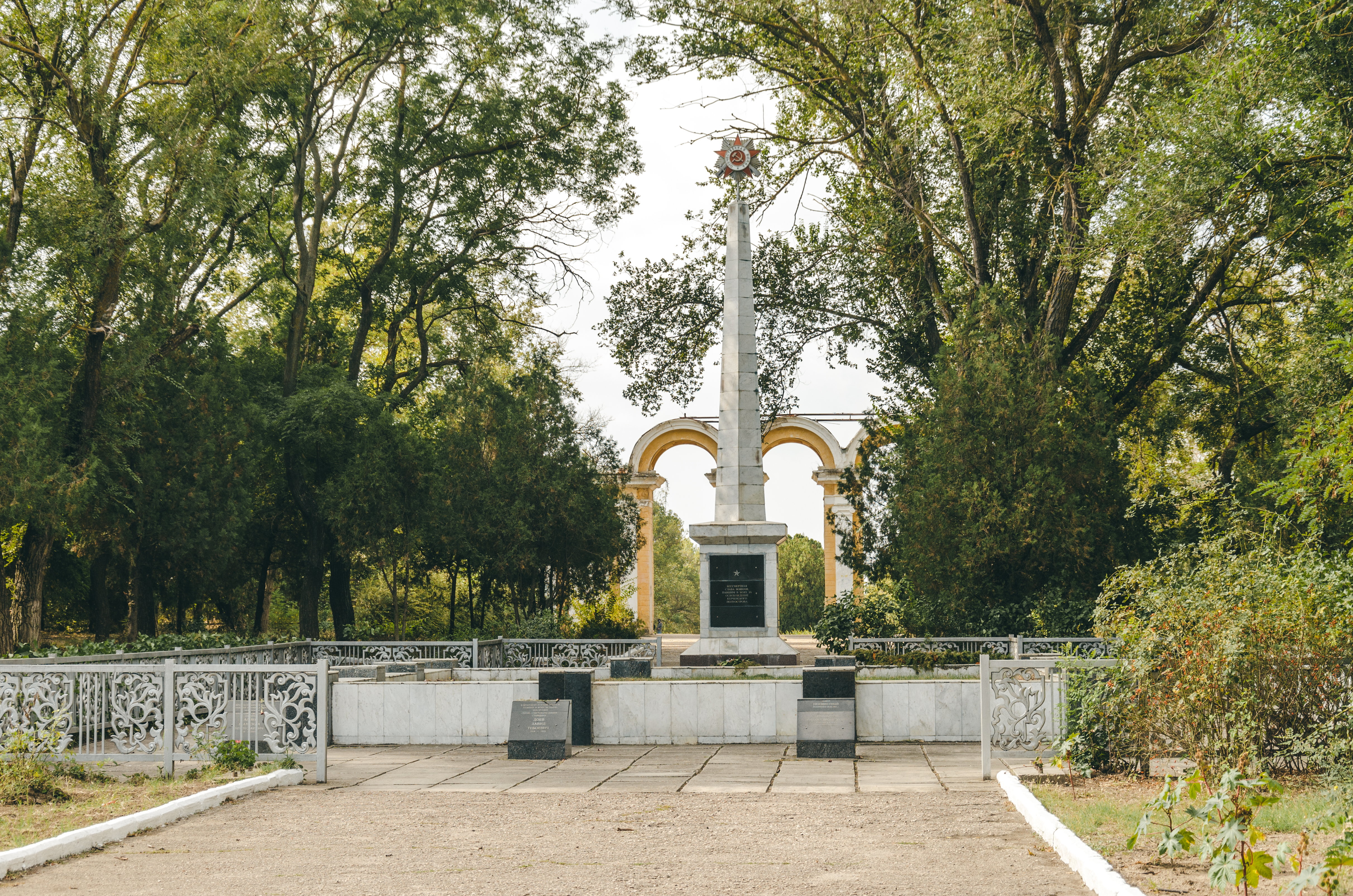
Братская могила советских воинов (парк им. Войкова)
Памятник В.И. Ленину
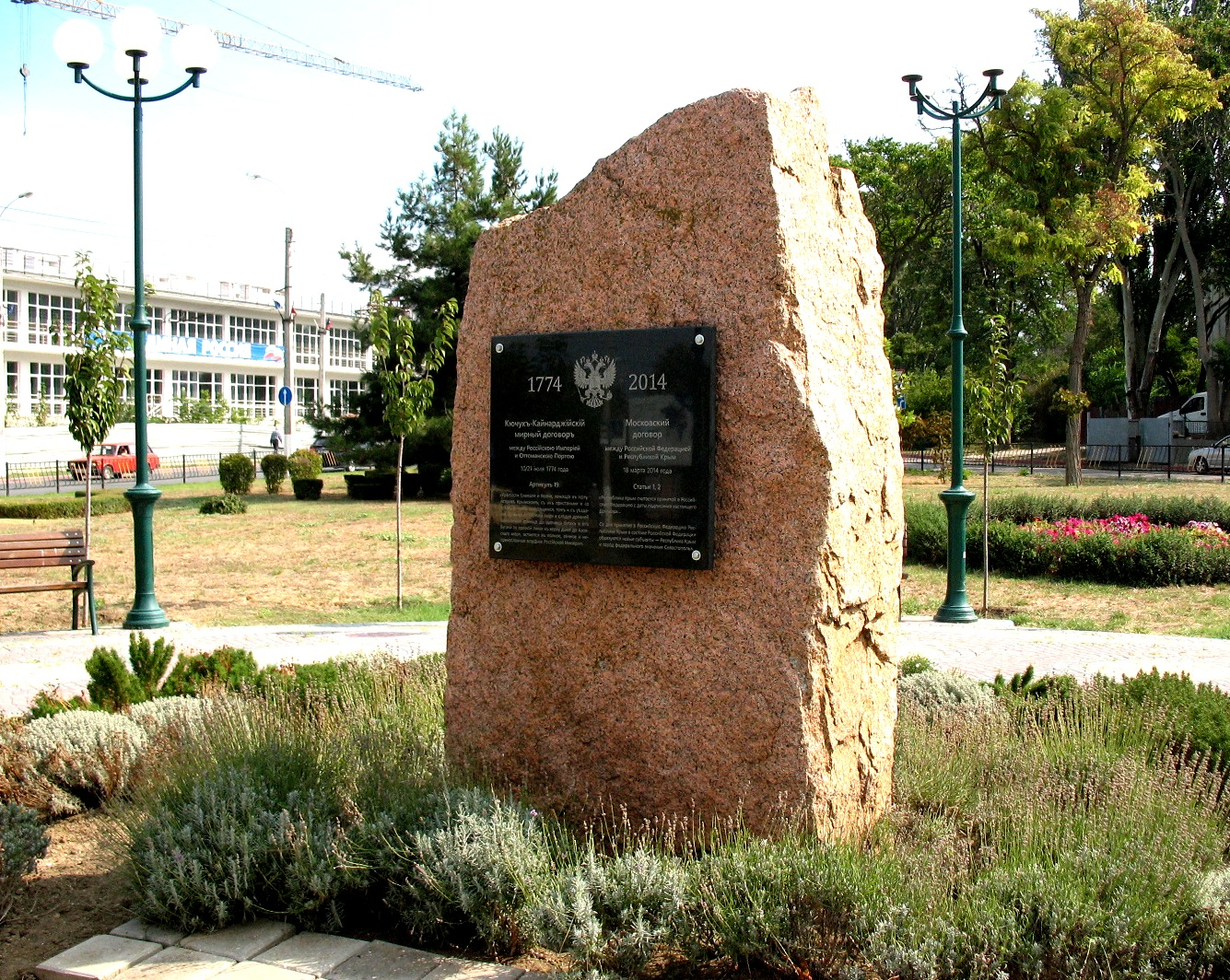
Памятный знак воссоединению Крыма с Россией. Керчь, 2014 год
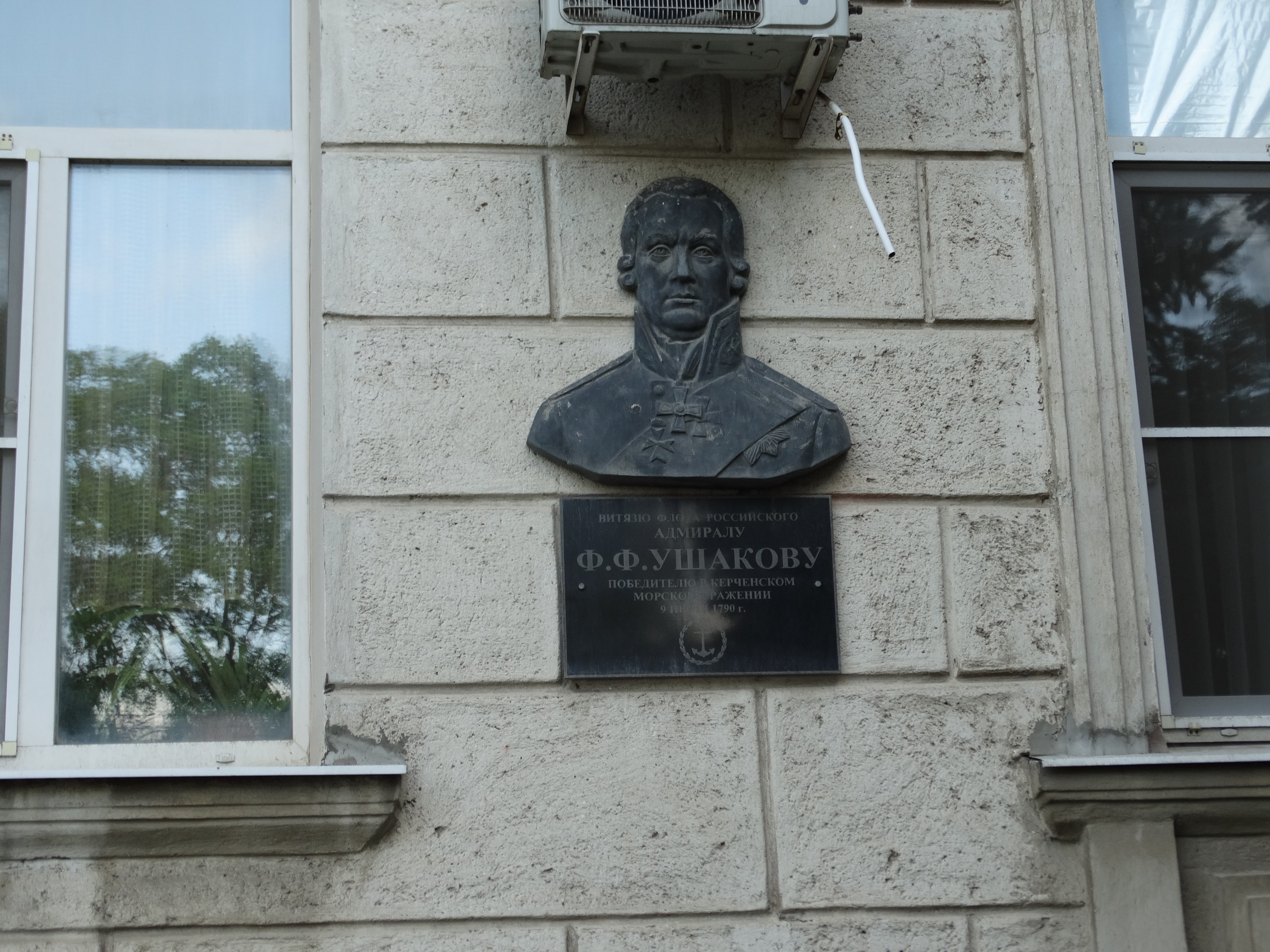
Памятная доска посвящённая адмиралу Ушакову

### В Керчи родились
Актёр Дмитрий Грачев — 23.12.1977
Балерина Ульяна Лопаткина, народная артистка РФ — 23.10.1973
Актриса Аделина Любская — 11.11.1985
Певица Алёна Свиридова, заслуженная артистка РФ — 14.08.1962
Журналист Сергей Доренко — 18.10.1959

## Туризм и отдых

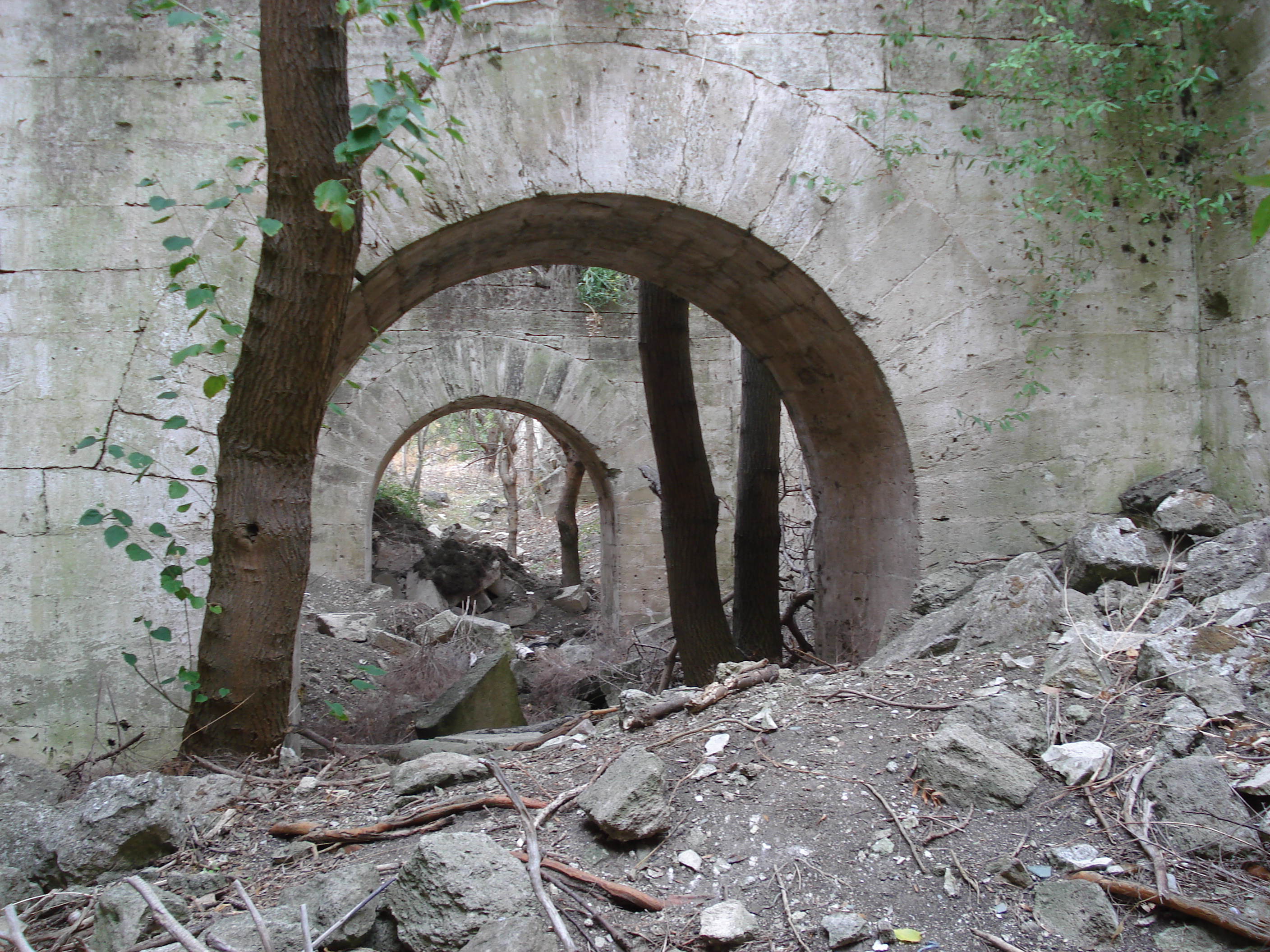
Крепость Керчь
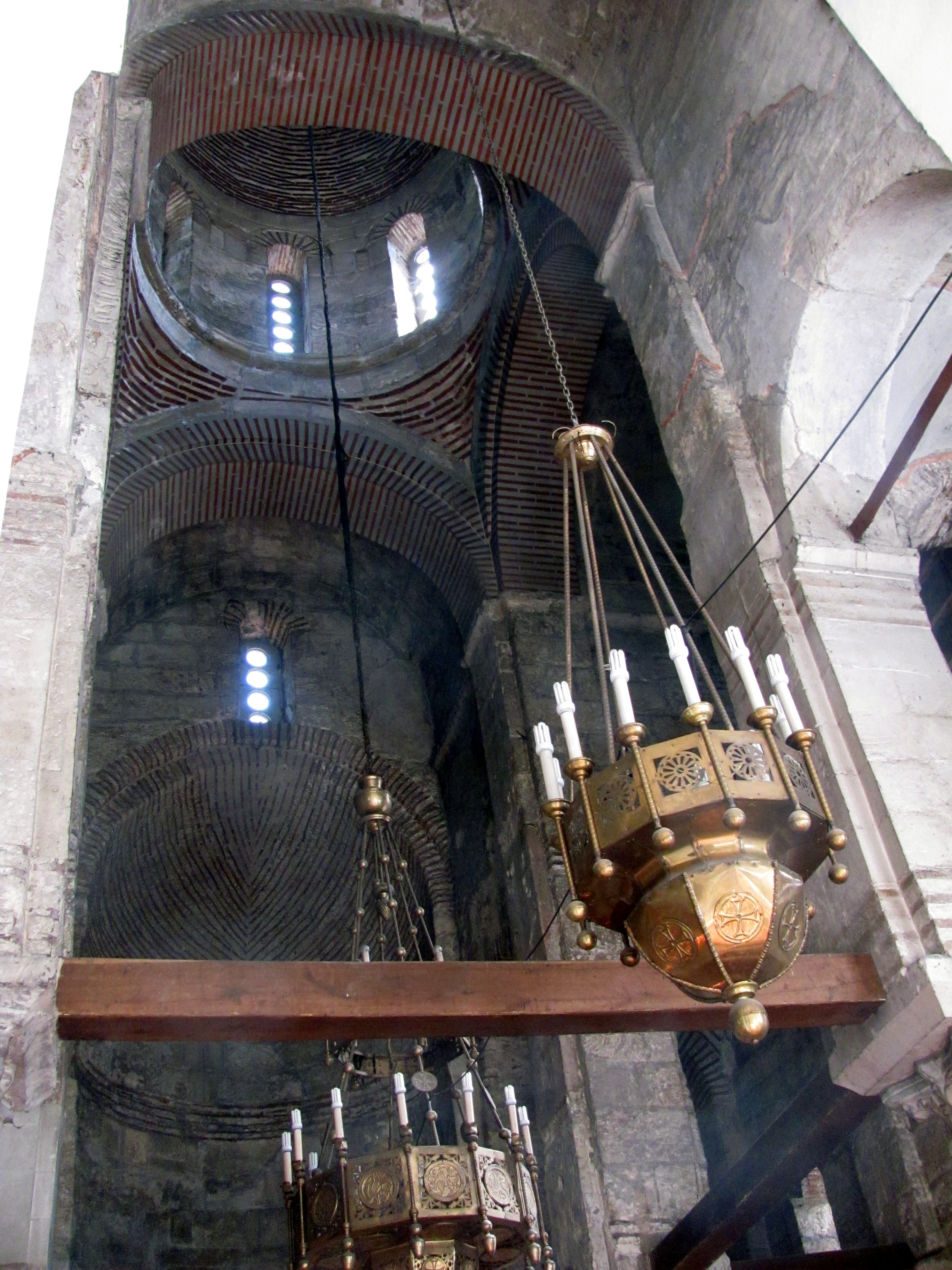
Интерьер храма Иоанна Предтечи
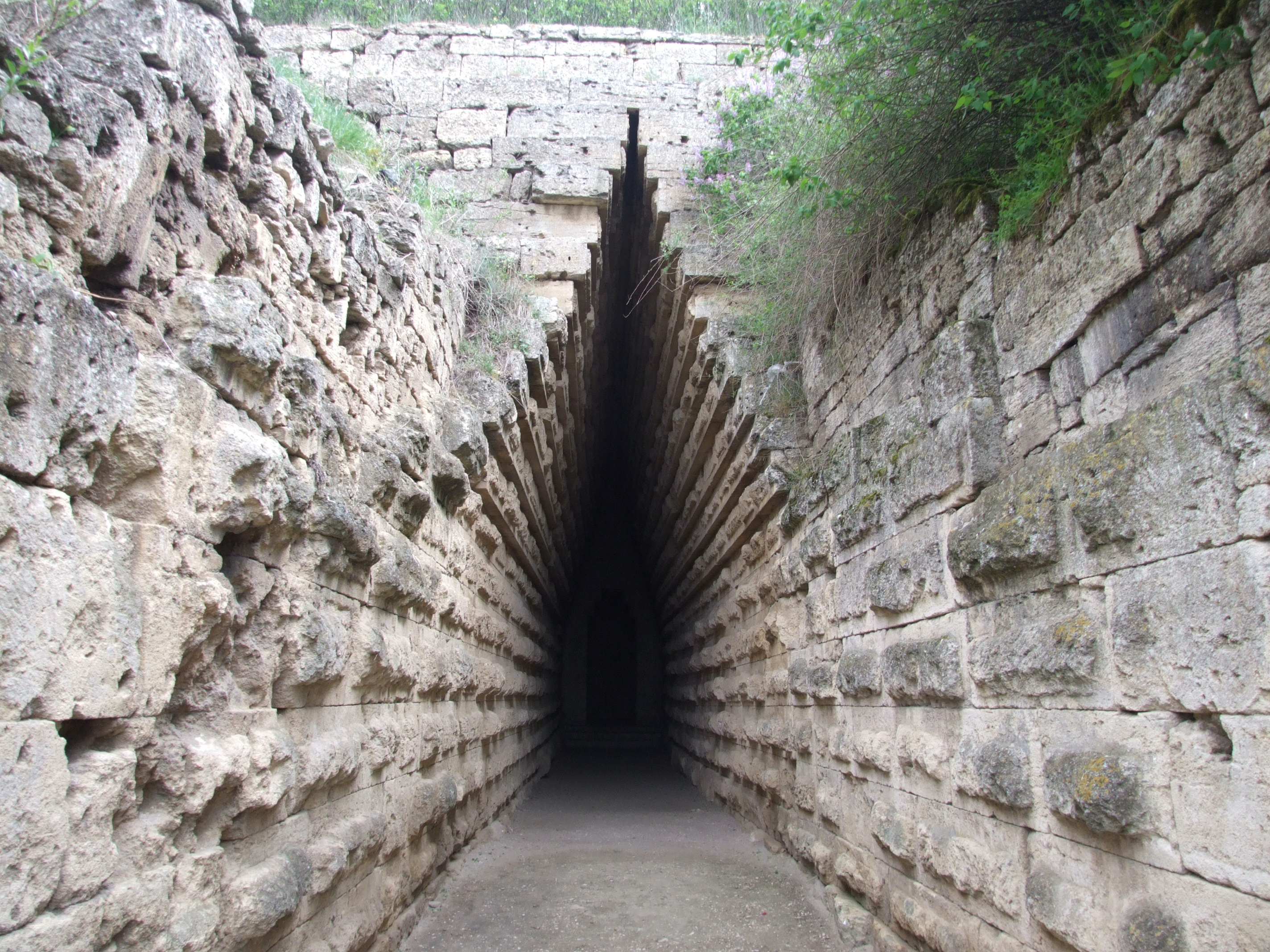
Вход в Царский курган

Город расположен на стыке двух морей — Чёрного и Азовского. В окрестностях города расположен ряд пансионатов и баз отдыха.
Пляжи в Керчи преимущественно песчаные и песчано-ракушечные. Средняя температура морской воды в Керчи с мая по сентябрь (за пять месяцев) составляет 21,2 °C. (Май — 16, июнь — 22, июль — 24, август — 24, сентябрь — 20). Купальный сезон обычно длится с конца мая до второй половины сентября.
Среднегодовое количество солнечных дней — 300.
| Солнечное сияние, часов за месяц, 1960—1990 гг. | Солнечное сияние, часов за месяц, 1960—1990 гг. | Солнечное сияние, часов за месяц, 1960—1990 гг. | Солнечное сияние, часов за месяц, 1960—1990 гг. | Солнечное сияние, часов за месяц, 1960—1990 гг. | Солнечное сияние, часов за месяц, 1960—1990 гг. | Солнечное сияние, часов за месяц, 1960—1990 гг. | Солнечное сияние, часов за месяц, 1960—1990 гг. | Солнечное сияние, часов за месяц, 1960—1990 гг. | Солнечное сияние, часов за месяц, 1960—1990 гг. | Солнечное сияние, часов за месяц, 1960—1990 гг. | Солнечное сияние, часов за месяц, 1960—1990 гг. | Солнечное сияние, часов за месяц, 1960—1990 гг. | Солнечное сияние, часов за месяц, 1960—1990 гг. |
| Месяц                                           | Янв                                             | Фев                                             | Мар                                             | Апр                                             | Май                                             | Июн                                             | Июл                                             | Авг                                             | Сен                                             | Окт                                             | Ноя                                             | Дек                                             | Год                                             |
| Солнечное сияние, ч                             | 71.3                                            | 87.6                                            | 145.7                                           | 189                                             | 272.8                                           | 306                                             | 334.8                                           | 306.9                                           | 252                                             | 182.9                                           | 90                                              | 55.8                                            | 2294.8                                          |
| ----------------------------------------------- | ----------------------------------------------- | ----------------------------------------------- | ----------------------------------------------- | ----------------------------------------------- | ----------------------------------------------- | ----------------------------------------------- | ----------------------------------------------- | ----------------------------------------------- | ----------------------------------------------- | ----------------------------------------------- | ----------------------------------------------- | ----------------------------------------------- | ----------------------------------------------- |

| Температура морской воды у Керчи (средние значения) | Температура морской воды у Керчи (средние значения) | Температура морской воды у Керчи (средние значения) | Температура морской воды у Керчи (средние значения) | Температура морской воды у Керчи (средние значения) | Температура морской воды у Керчи (средние значения) | Температура морской воды у Керчи (средние значения) | Температура морской воды у Керчи (средние значения) | Температура морской воды у Керчи (средние значения) | Температура морской воды у Керчи (средние значения) | Температура морской воды у Керчи (средние значения) | Температура морской воды у Керчи (средние значения) | Температура морской воды у Керчи (средние значения) | Температура морской воды у Керчи (средние значения) |
| Месяц                                               | Янв                                                 | Фев                                                 | Мар                                                 | Апр                                                 | Май                                                 | Июн                                                 | Июл                                                 | Авг                                                 | Сен                                                 | Окт                                                 | Ноя                                                 | Дек                                                 | Год                                                 |
| Температура воды, гр. ц.                            | 3                                                   | 0                                                   | 3                                                   | 8                                                   | 16                                                  | 22                                                  | 24                                                  | 24                                                  | 20                                                  | 15                                                  | 9                                                   | 5                                                   | 12                                                  |
| --------------------------------------------------- | --------------------------------------------------- | --------------------------------------------------- | --------------------------------------------------- | --------------------------------------------------- | --------------------------------------------------- | --------------------------------------------------- | --------------------------------------------------- | --------------------------------------------------- | --------------------------------------------------- | --------------------------------------------------- | --------------------------------------------------- | --------------------------------------------------- | --------------------------------------------------- |

Расстояние от Керчи до аэропорта г. Симферополь составляет 220 км. 
Расстояние от Керчи до аэропорта г. Анапа около 127 км. 
Расстояние от Керчи до аэропорта г. Краснодар около 240 км. 
Керчь имеет прямое железнодорожное сообщение с городами: Москва, Феодосия, Джанкой, Симферополь.
После возвращения Керчи в состав России весной 2014 года железнодорожное сообщение Керчи с некоторыми городами Украины было прекращено.
Автобусное сообщение осуществляется с городами Крыма и Краснодарского края, а также с Москвой (автостанция «Новоясеневская»). Через Керчь проходит автомобильная трасса E 97 (на территории Украины обозначаемая как М-17, на территории России продолжается как М25).
На Керченском полуострове находится несколько целебных грязевых источников.

## Почётные граждане

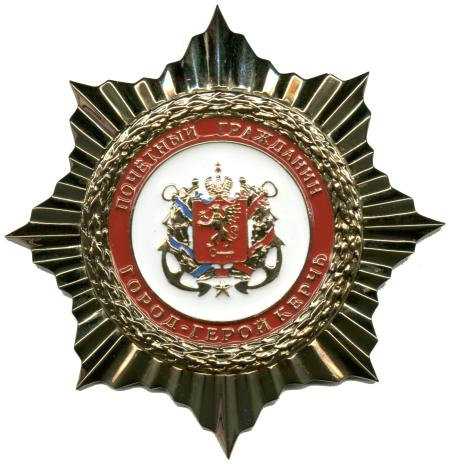
Знак Почётного гражданина Керчи

Звание присваивается с 1972 года за выдающиеся заслуги перед городом Керчь. В списке почётных граждан Керчи в настоящее время 25 человек:
- Сеньков, Павел Гаврилович, участник Гражданской войны, внёс значительный вклад в революционное движение Керчи, персональный пенсионер всесоюзного значения (1972)
- Беляков, Николай Александрович, Герой Советского Союза, осенью 1943 года батальон под его командованием первым высадился на Огненной Земле в Эльтигене (1972)
- Назаренко, Николай Максимович, начальник СУ-21, восстанавливал послевоенную Керчь (1972)
- Бережной, Сергей Тимофеевич, слесарь-монтажник, Герой Социалистического Труда (1972)
- Ковешников, Дмитрий Степанович, генерал-лейтенант, Герой Советского Союза (1989)
- Тарасенко, Павел Евдокимович, полковник в отставке, Герой Советского Союза (1989)
- Тесленко, Илья Алексеевич, Герой Советского Союза (1989)
- Бут, Николай Яковлевич, заслуженный художник Студии военных художников им. М. Б. Грекова (1989)
- Сафонов, Вадим Андреевич, писатель (1996)
- Трушков, Николай Иванович, Герой Советского Союза (1999)
- Грач, Леонид Иванович, председатель Верховного Совета Крыма в 1998—2002 годах (2000)
- Почтарь, Василий Кириллович, рыбак прибрежного лова ОАО «Керченский рыбокомбинат» (2001)
- Омельченко, Александр Александрович, Киевский городской голова с 1999 по 2006 год (2001)
- Эмин, Аркадий Кузьмич, председатель исполкома Керченского городского совета народных депутатов, первый секретарь горкома КПУ с 1961 по 1974 год (2003)
- Чистов, Сергей Александрович, первый секретарь Керченского горкома КПУ с 1974 по 1984 год (2003)
- Азаров, Николай Янович, и. о. премьер-министра Украины в 2004—2005 годах, премьер-министр в 2010—2014 годах (2004)
- Алексеев, Иван Фёдорович, директор судостроительного завода «Залив» с 1958 по 1978 год (2005)
- Письменный, Вячеслав Дмитриевич, учёный в области физики плазмы и лазерной физики, доктор физико-математических наук, профессор, член-корреспондент РАН (2006)
- Севастьянов, Михаил Иосифович, заместитель городского головы по вопросам деятельности исполнительных органов (2006)
- Осадчий, Олег Владимирович, мэр Керчи в 1998—2014 годах (2006)
- Тимофеев, Леонид Гаврилович, руководитель объединения «Керчьрыбпром» в 1964—1980 годах (2013)
- Китиков, Николай Тимофеевич, председатель совета «Общественной организации ветеранов города-героя Керчи», бывший директор Керченского судоремонтного завода, депутат горсовета, работник горисполкома (2017)[84]
- Лубенцов, Александр Григорьевич, наводчик ПВО в Керчи, участник Керченско-Феодосийской десантной операции, подпольщик и партизан в Крыму (2017)[85]
- Ермак, Николай Иванович, начальник малярно-изоляционного цеха № 19 АО «Судостроительный завод им. Б.Е. Бутомы» (2023)[86]
- Рыженко, Александр Петрович, ветеран Великой Отечественной войны, внёс значительный вклад в развитие промышленной отрасли города, ветеранского движения и патриотическое воспитание молодого поколения (2023)[87]

## Города-побратимы
- Могилёв, Беларусь (с 1998 г.)
- Ереван, Армения (с 2012 г.)
- Орёл, Россия (с 2004 г.)
- Одинцово, Россия (с 2004 г.)
- Новороссийск, Россия (с 2004 г.)
- Краснодар, Россия (с 2005 г.)
- Сочи, Россия (с 2005 г.)
- Севастополь, Крым[1] (с 2009 г.)
- Симферополь, Крым[1] (с 2010 г.)
- Гдыня, Польша (с 2013 г.)
- Темрюк, Россия (с 2012 г.)
- Златоуст, Россия (с 2015 г.)
- Смоленск, Россия (с 2014 г.)
- Тула, Россия (с 2014 г.)[88]
- Старая Купавна, Россия (с 2014 г.)
- провинция Реджо-Калабрия, Италия (с 2014 г.)
- Санкт-Петербург, Россия (с 2014 г.)
- Владикавказ, Россия (с 2017 г.)

## В литературе, музыке и искусстве

Драматический театр
имени А. С. Пушкина, 2019

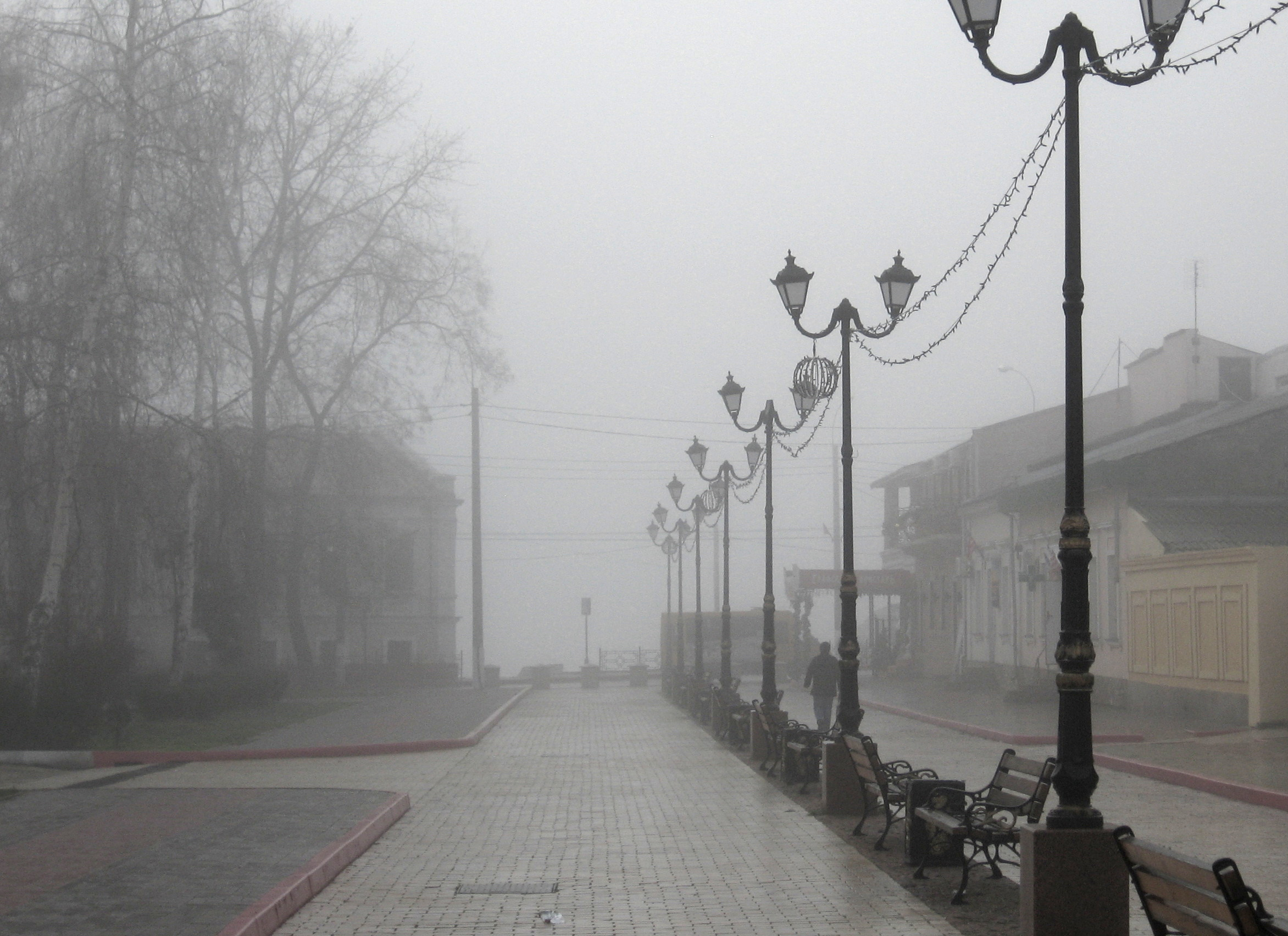
Туманное утро в Керчи, 2010

В городе есть небольшая картинная галерея и выставочный зал керченских художников, среди которых наиболее известны Жорж Матрунецкий, Николай Бут, Роман Сердюк. Керчь упоминается в стихотворениях Пушкина, Маяковского, Волошина, Северянина, Николая Звягинцева, Андрея Полякова и других известных поэтов.
Из письма А. С. Пушкина брату Л. С. Пушкину. Кишинёв, 24 сентября 1820 года:
С полуострова Таманя, древнего Тмутараканского княжества, открылись мне берега Крыма. Морем приехали мы в Керчь. Здесь увижу я развалины Митридатова гроба, здесь увижу я следы Пантикапеи, думал я — на ближней горе посереди кладбища увидел я груду камней, утёсов, грубо высеченных — заметил несколько ступеней, дело рук человеческих. Гроб ли это, древнее ли основание башни — не знаю. За несколько вёрст остановились мы на Золотом холме. Ряды камней, ров, почти сравнившийся с землёю, — вот всё, что осталось от города Пантикапеи. Нет сомнения, что много драгоценного скрывается под землёю, насыпанной веками.

### Музыка
Городу посвящён ряд песен и стихов.
- Керчь упоминается в названии и тексте двух песен группы Ляпис Трубецкой: «Керчь» и «Керчь-2»

Был в Керчи? Не был — молчи!
- Песня «Керченский вальс» — использовалась как позывной для программ городского радиовещания в советское время.

Припев:

Керчь родная, заводская
Ты дороже мне всех городов
Наш любимый город славы
Металлургов и рыбаков
- Песня «Золотая Керчь» — исполнитель Богатиков, Юрий Иосифович, 1970 год.
- Песня «Баллада о Керчи» — исполнитель Николай Соловьёв.
- Песня «Аджимушкай» — исполнитель С. Захаров и АПП МВО
- Песня группы Смежный Округ — Мой город (Керчь)
- Пластинка «Керченский сувенир» (1973).

### Фильмы
Фильмы, полностью или частично снятые в Керчи:
- Челкаш (1956)
- Девушка с маяка (1956)
- Улица младшего сына (1962)
- Время, вперёд! (1965)
- Над нами Южный крест (1965)
- Это мгновение (1968)
- Последние каникулы (1969)
- Свистать всех наверх! (1970)
- С весельем и отвагой (1973)
- Москва — Кассиопея (1973)
- Отроки во Вселенной (1974)
- Под каменным небом (1974)
- Шторм на суше (1975)
- Солнце, снова солнце (1976)
- Последняя охота (1979)
- Звездопад (1981)
- Яблоко на ладони (1981)
- Сошедшие с небес (1986)
- Сталинград (1989)
- Тайные милости (1989)
- Возвращение в Зурбаган (1990)
- Зверобой (1990)
- Летучий Голландец (1991)
- Пять похищенных монахов (1991)
- Восточный роман (1992, премьера — 1996, НТВ)
- Кодекс молчания 2: След чёрной рыбы (1994)
- Чёрный ворон (телесериал) (64 серия) (2001—2004)
- Одна любовь души моей (сериал) (2007)
- Дом солнца (2007, премьера — 2010)
- Полное дыхание (2007)
- Обитаемый остров (2008)
- Дочь якудзы (2010)
- Сорок третий номер (2010)
- Картина мелом (телесериал) (3 серия) (2011)
- Чёрные бушлаты (2015)

## В нумизматике
23 августа 1995 года Национальный банк Украины выпустил в обращение юбилейную монету «Город-герой Керчь» номиналом 200 000 карбованцев. На реверсе монеты в центре изображён обелиск Славы на вершине горы Митридат, сооружённый в честь подвига воинов Отдельной Приморской армии, моряков Черноморского флота и Азовской военной флотилии, жителей города, которые погибли в боях за освобождение Крыма от немецко-фашистских захватчиков. На заднем плане двумя волнистыми линиями, которые разрываются обелиском, изображена поверхность моря. Над морем слева от обелиска — изображение лёгкого облака, справа на линии горизонта — морской танкер и чайка над ним. По кругу монеты — надписи: вверху «МІСТО-ГЕРОЙ КЕРЧ», внизу под постаментом обелиска «1941—1945».
20 апреля 2017 года Банк России выпустил в обращение памятную монету номиналом 2 рубля «Город-герой Керчь». На монете изображена высадка десанта на берег в ходе Керченско-Эльтигенской десантной операции, в левой части — изображение медали «Золотая Звезда», внизу по окружности — надпись «КЕРЧЬ».

## Кухня
Расположение города у берегов двух морей вносит некоторые особенности во вкусовые предпочтения керчан. Исторически это прослеживается ещё со времён древнего Боспора, когда одним из основных продуктов экспорта была рыба. На протяжении всей истории города блюда из рыбы и морепродуктов были и остаются важными составляющими местной кухни. К наиболее популярным из них можно отнести:
- плов с мидиями;
- ризотто с креветкой;
- чахохбили с куриной грудкой;
- тушёнку из хамсы с луком, отварным картофелем и помидорами;
- заливное из пиленгаса;
- саламур из скумбрии или сардины;
- тройную уху из бычков;
- жареную барабульку с зеленью и картофелем;
- хамсу рыбацкого посола.

Есть также менее известные, но от того не менее вкусные блюда — такие, как:
- шашлык из осетрины;
- шашлык из мяса рапаны;
- борщ с бычками;
- рыбные пельмени;
- керченская сельдь «под шубой»;
- балык из катрана;
- жареный калкан (черноморская камбала) с луком и овощами;
- вяленный сарган со свежими помидорами;
- уха из осетрины;
- котлеты из бычка;
- пиленгаса;
- провисная скумбрия с лимоном, запечённая в фольге кефаль;
- салат из креветок с лимонным соусом;
- блины с кизиловым вареньем

и многие другие.
Ну а знаменитые консервы «бычки в томате» во времена СССР знала вся страна.
Рыбацкая столица Крыма всегда славилась отменной рыбной кухней и хорошим домашним вином.
До сих пор в городе ежегодно проходит рыбный фестиваль, как правило, в начале осени.

## Литература

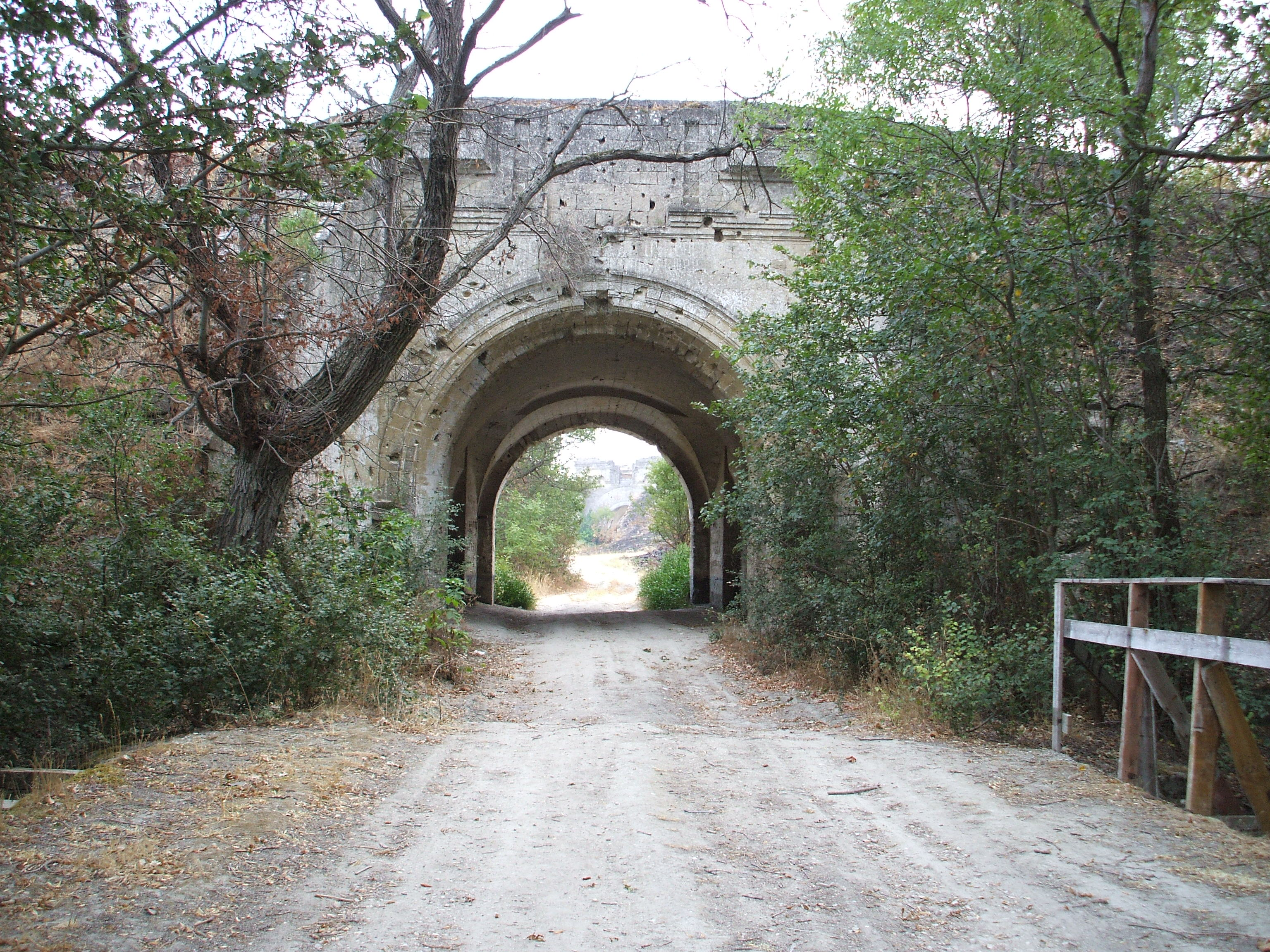
Крепость Керчь, Северные ворота

## Галерея

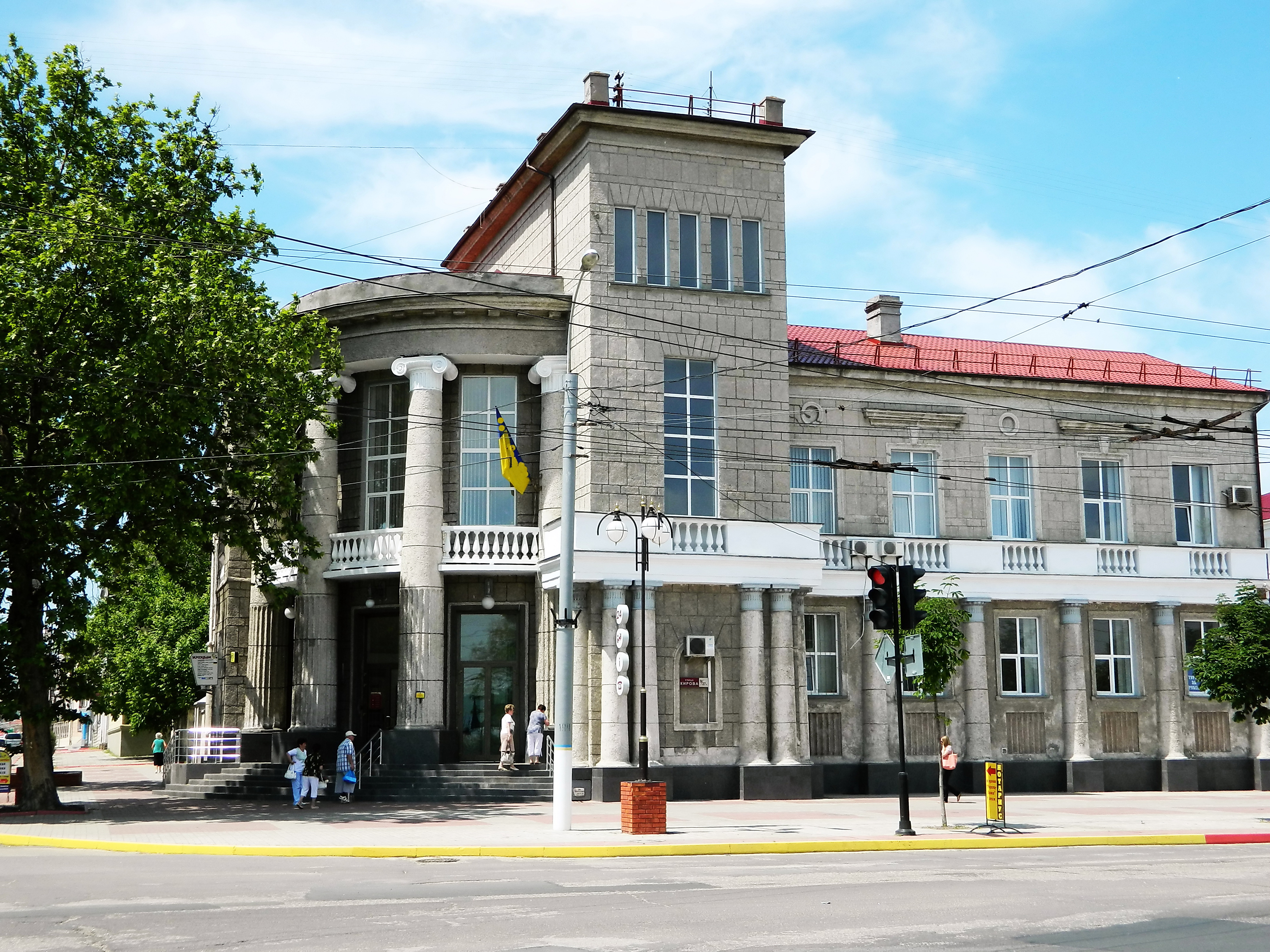
Здание банка
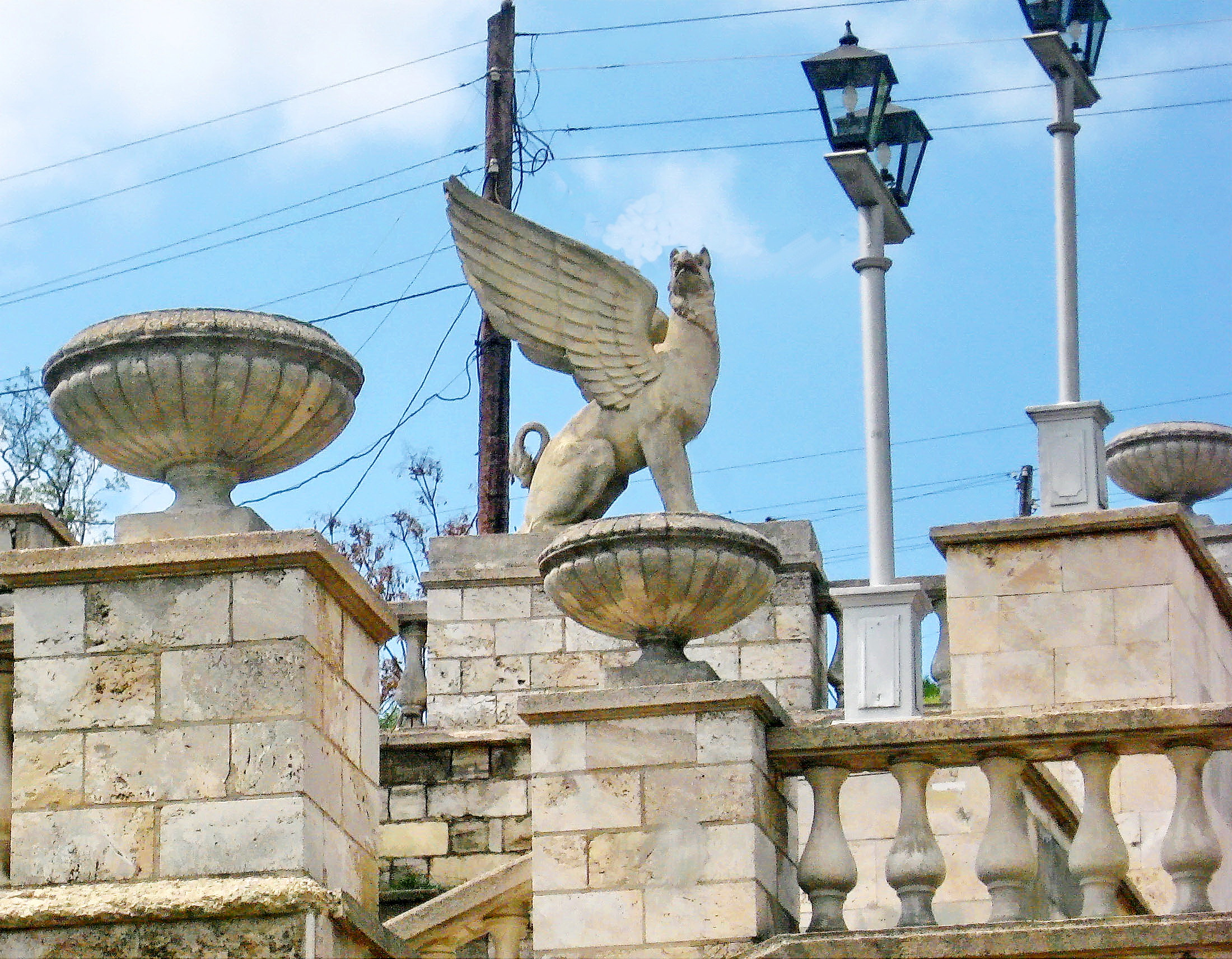
Грифон
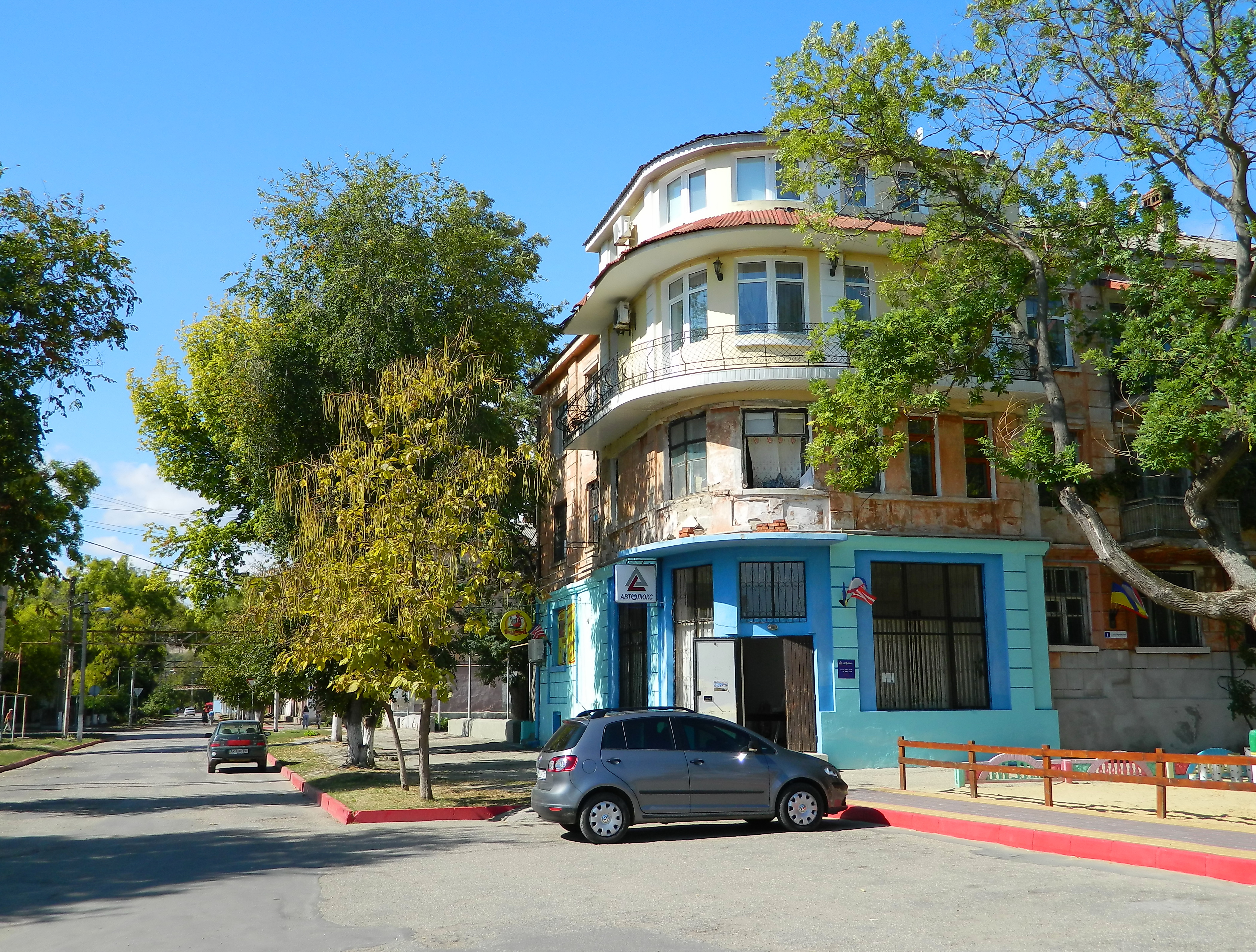
Старый город
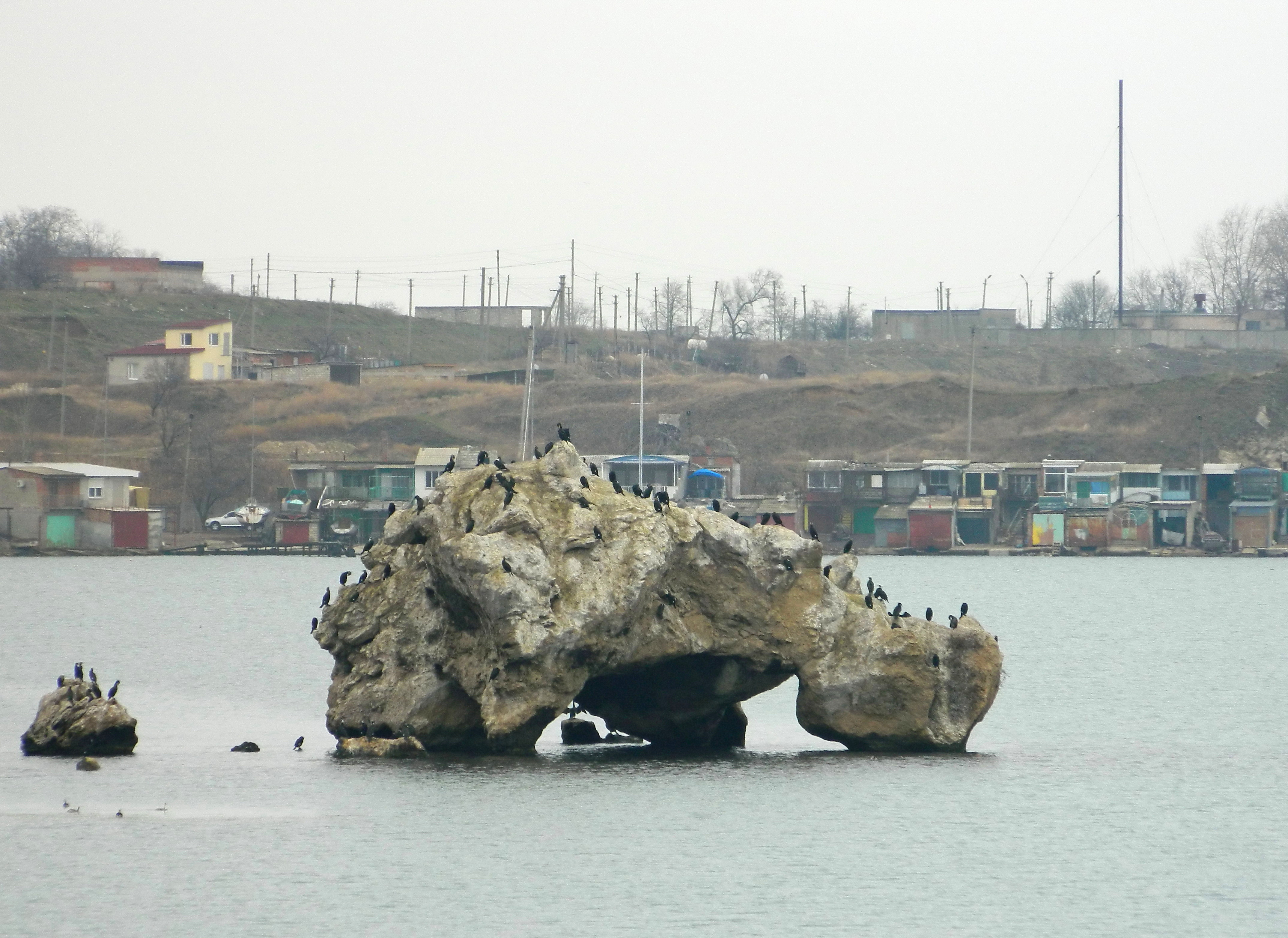
Бегемот
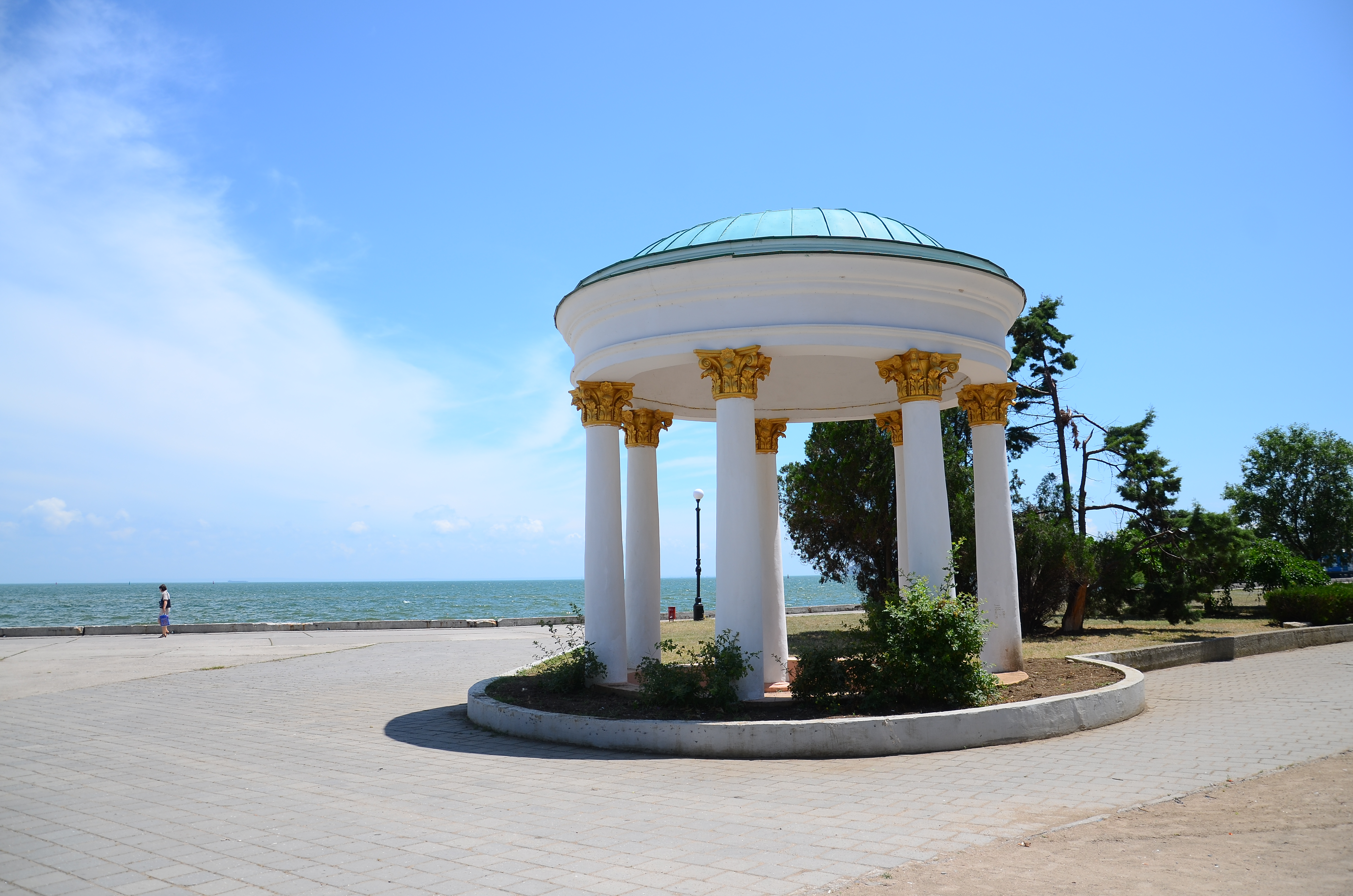
Набережная